# Goiânia
Goiânia é um município brasileiro, capital do estado de Goiás. Fica a 209 km de Brasília, a capital do Brasil. Com uma área de aproximadamente 728,296 km², exibe uma geografia contínua, com poucos morros e baixadas, caracterizada por ser uma região do Planalto Central do Brasil. É formada por dois núcleos urbanos: o distrito-sede e o distrito de Vila Rica.
Localizada no centro do seu estado, foi planejada e construída para ser a capital política e administrativa de Goiás sob influência da Marcha para o Oeste, política desenvolvida pelo governo Vargas para acelerar o desenvolvimento e incentivar a ocupação do Centro-Oeste brasileiro. Os estreitos laços de amizade e interações políticas entre Pedro Ludovico Teixeira e Vargas contribuíram bastante para essa empreitada. Sofreu um acelerado crescimento populacional desde a década de 1960 e atingiu um milhão de habitantes em 1996. Desde seu início, a sua arquitetura teve influência do art déco, que definiu a fisionomia dos primeiros prédios da cidade.
É a segunda cidade mais populosa do Centro-Oeste, sendo superada apenas por Brasília. É um importante polo econômico da região, considerada um centro estratégico para áreas como indústria, medicina, moda e agricultura. Contudo, tem enfrentado desafios, entre eles a desigualdade social, crescentes problemas de trânsito, índices de crime elevados e o clima seco, resultado da poluição e por se localizar no cerrado brasileiro. Entretanto, durante a década de 2000, Goiânia destacou-se entre as capitais brasileiras por contar com o maior índice de área verde por habitante do Brasil, na época ultrapassada apenas para a cidade de Edmonton, no Canadá.
De acordo com as estimativas do Instituto Brasileiro de Geografia e Estatística (IBGE), sua população em 1 de julho de 2024 era de 1 494 599. É a quinta maior por área urbana do país e o décimo município mais populoso do Brasil, segundo estimativa do IBGE em 2020. Em 2016, a Região Metropolitana de Goiânia tem 2 458 504 habitantes, sendo a 13ª região metropolitana mais populosa do país.

## Etimologia
O nome para batizar a cidade teria vindo da adaptação ortográfica e possivelmente fonética do título do livro Goyania, a primeira publicação literária cuja temática gira em torno de Goiás. Trata-se de um poema épico do escritor Manuel Lopes de Carvalho Ramos, publicado em 1896 no Porto pela Typographia a Vapor de Arthur José de Souza. A circulação do livro é muito limitada, razão pela qual a nomeação da cidade permanece desconhecida do grande público. Também é considerada a hipótese de que o nome foi escolhido em evocação à Pedra Goyania, na Serra Dourada, cujo nome emana do poema.
Outra explicação para a origem do nome "Goiânia" veio do professor Alfredo Faria de Castro, o qual sugeriu o topônimo para um concurso do jornal "O Social", publicado em 1933 quando a pedra fundamental da nova capital foi lançada. Segundo o professor, "Goiânia" tem o significado de "Nova Goiás", provavelmente pela união de "Goiás" com o prefixo "neo", tendo em vista o ideal de modernidade com o qual a cidade foi construída. Além disso, há ainda a palavra tupi-guarani "goyanna", da qual se originaria não só o nome dessa cidade , mas também o de outras no Brasil, como Goiana.

## História

### Projeto

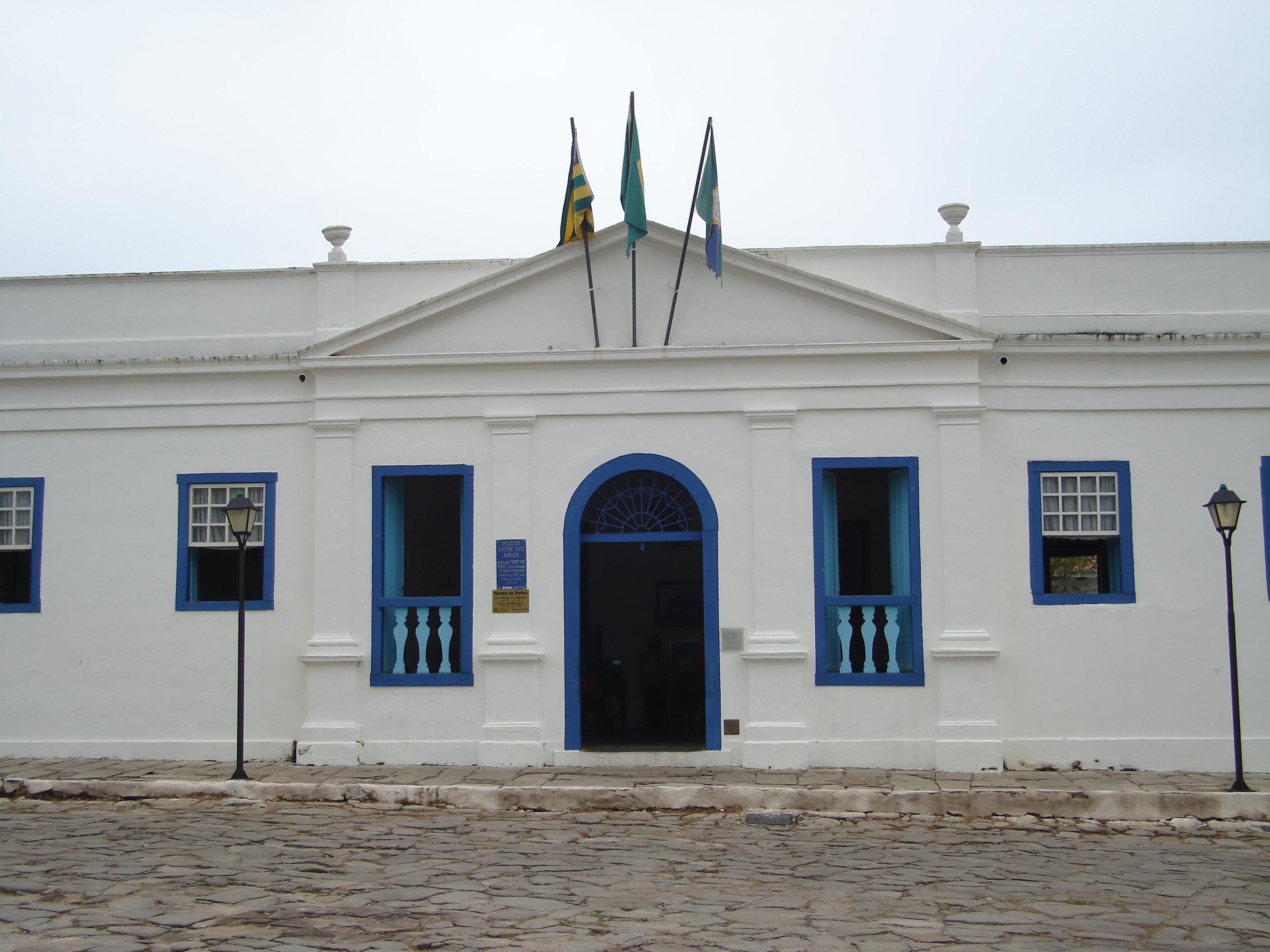
O Palácio Conde dos Arcos, na antiga capital Goiás, foi a sede do governo goiano até a sua transferência para Goiânia.

Antes da chegada dos europeus ao continente americano, a porção central do Brasil era ocupada por indígenas do tronco linguístico macro-jê, como os acroás, os xacriabás, os xavantes, os caiapós, os javaés, entre outros povos.
A colonização de origem europeia de Goiânia teve origem em 1735, com as primeiras propostas de mudança da capital, da capitania de Goiás. O então governante da província, Marcos José de Noronha e Brito, ambicionava transferir a sede administrativa da capitania de Vila Boa para Meia Ponte. Em 1830, Miguel Lino de Morais, segundo governante da província de Goiás durante o Império do Brasil, propôs que a capital fosse transferida para a região onde hoje se localiza o estado do Tocantins, próximo ao município de Niquelândia. Segundo ele, "a mudança da Capital para uma região mais povoada e de comércio mais fraco, é uma medida a ser tomada com urgência". Àquela altura, Vila Boa sofria com a estagnação econômica provocada pelo fim do ciclo do ouro na região, sendo incomum a construção de mais do que uma casa por ano na cidade.
Em 1863, José Vieira Couto de Magalhães, também governante da província de Goiás, retoma a proposta em seu livro Primeira Viagem ao Rio Araguaia, onde descreveu a situação decadente de Vila Boa: "temos decaído desde que a indústria do ouro desapareceu (...) continuar a capital aqui é condenar-nos a morrer de inanição, assim como morreu a indústria que indicou a escolha deste lugar". Os debates sobre a necessidade de transferir a capital de Vila Boa prosseguiram até a Proclamação da República. A primeira Constituição do Estado de Goiás, promulgada em 1° de junho de 1891, previa a transferência da sede do governo em seu artigo 5°. Tal artigo foi mantido nas constituições seguintes, de 1898 e 1918.
Antes de ser inaugurado, o município de Goiânia era referido nos documentos oficiais como "futura capital", "nova capital" ou simplesmente "nova cidade", o que significa que o município permaneceu, no âmbito legal, inominado por dois anos. Em 2 de agosto de 1935, por força do disposto no artigo 1° do decreto estadual número 327, deu-se a denominação de Goiânia à nova capital.

### Fundação e expansão
A proposta de transferir a capital de Goiás permaneceu em latência até a Revolução de 1930, quando Pedro Ludovico Teixeira foi nomeado interventor federal por Getúlio Vargas. No final de 1932, ele tomou as primeiras providências para que Goiânia fosse construída. A proposta de transferir a capital de Goiás, que àquela altura já durava há pelo menos 180 anos, encontrou campo fértil na política do governo federal. A decisão de Pedro Ludovico estava em consonância com a Marcha para o Oeste, política desenvolvida pelo governo Vargas para acelerar o desenvolvimento e incentivar a ocupação do Centro-Oeste brasileiro. O sucesso da Marcha dependia da implantação de uma infraestrutura básica que possibilitasse a migração de pessoas do Sul e do Sudeste; assim sendo, Pedro Ludovico promoveu, além da mudança da capital, a construção de rodovias e uma reforma agrária.

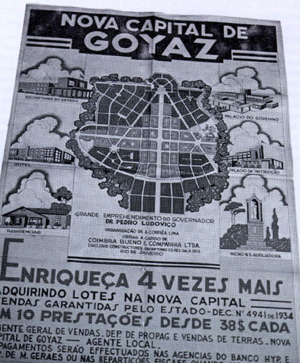
Cartaz incentivando a população brasileira a se mudar para Goiânia, a nova cidade.

Em 20 de dezembro de 1932, por força do decreto estadual número 2737, Pedro Ludovico criou uma comissão encarregada de escolher o local onde seria construída a nova capital, presidida por D. Emanuel Gomes de Oliveira, então bispo de Goiás. Os trabalhos da comissão foram instalados em 3 de janeiro de 1933, quando o coronel Antônio Pireneus de Souza, um de seus membros, sugeriu a escolha de três técnicos (os engenheiros João Argenta e Jerônimo Fleury Curado e o médico Laudelino Gomes de Almeida) para realizarem os estudos das condições topográficas, hidrológicas e climáticas das localidades de Bonfim (atual Silvânia), Pires do Rio Ubatan (atual vila de Egerineu Teixeira, em Orizona) e Campinas (atual bairro de Goiânia). O relatório final da comissão apontou uma fazenda localizada nas proximidades do povoado de Campinas como local ideal para a edificação da futura capital. O relatório da comissão, após ser submetido ao parecer dos engenheiros Armando de Godoy, Benedito Neto de Velasco e Américo de Carvalho Ramos, foi encaminhado a Pedro Ludovico. Apesar da forte campanha antimudancista, o interventor decidiu que a capital seria construída na região de Campinas. Andrelino Rodrigues De Moraes, que era o prefeito de Campinas em 1933, aceitou a proposta e decidiu doar 50 alqueires das suas terras para a construção da cidade. As terras doadas compõem ao que hoje é a Praça Cívica até a Avenida Anhanguera e Praça do Cruzeiro.Seus irmãos Francisco de Assis Moraes e Jose Rodrigues de Moraes Filho também doaram terras para a construção do projeto.

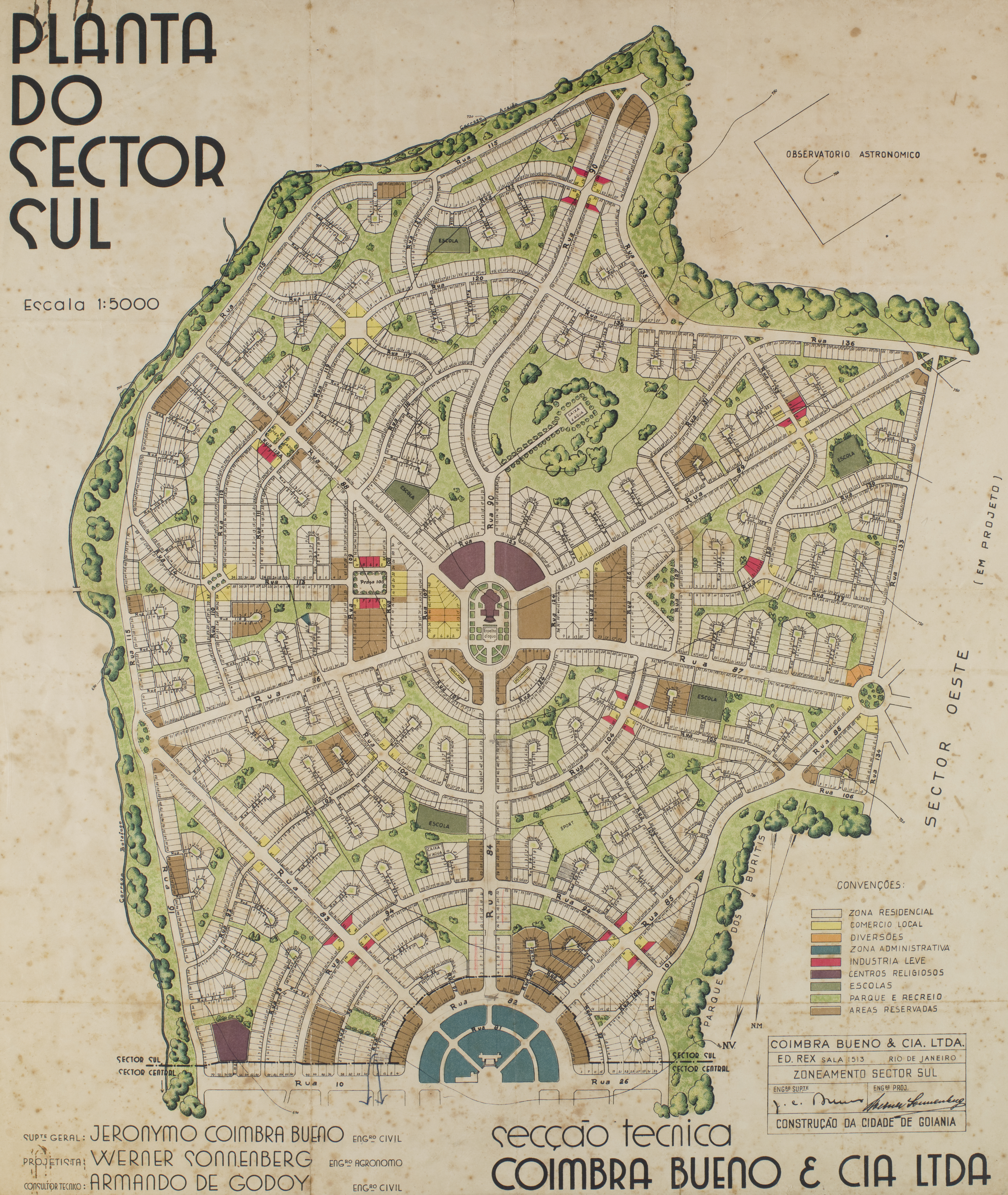
Projeto original do Setor Sul.

O decreto estadual número 3359, de 18 de maio de 1933, escolheu a região às margens do córrego Botafogo, compreendida pelas fazendas Crimeia, Vaca Brava e Botafogo, no então município de Campinas, para a edificação da nova capital de Goiás. Em 6 de julho do mesmo ano, Pedro Ludovico assinou um decreto encarregando o arquiteto urbanista Attilio Corrêa Lima da elaboração do projeto da nova capital em estilo art déco. Armando de Godoy reformularia o projeto original, inserindo o parcelamento do Oeste e fortes mudanças no arruamento do bairro Sul, concebendo tal área sob forte inspiração do movimento das cidades-jardim, teoria fundada pelo urbanista Ebenezer Howard. Em 1935, Armando assinou o plano diretor de Goiânia. A partir do plano, executado pelos engenheiros Jerônimo e Abelardo Coimbra Bueno, abriram-se três avenidas principais (Goiás, Araguaia e Tocantins), as quais confluem para a parte mais elevada do terreno do Centro, onde por sua vez foi erigido o Palácio das Esmeraldas, sede do governo estadual. Uma quarta avenida principal (Paranaíba) foi aberta perpendicularmente às três avenidas mencionadas, conectando o Parque Botafogo ao antigo aeroporto (localizado no atual bairro Aeroporto).
Em outubro de 1933, o jornal O Social realizou um concurso cultural com seus leitores para escolher o nome da nova capital de Goiás. Em 16 de novembro do mesmo ano, o jornal trouxe a apuração dos votos. "Petrônia", nome em homenagem a Pedro Ludovico Teixeira, sugerido pelo poeta e juiz de direito da cidade de Pires do Rio, Léo Lynce (Cyllenêo de Araújo), havia recebido 105 votos, enquanto "Goiânia", nome sugerido pelo professor Alfredo de Faria Castro, não conseguiu atingir a marca de 10 votos. Ao assinar o decreto de 2 de agosto de 1935, Pedro Ludovico deixou claro que o resultado do concurso pouco importava para ele; o governante deu a denominação de Goiânia à nova capital, não revelando os motivos para tal escolha, que permanecem desconhecidos até hoje. Ludovico manifesta-se simplesmente, no artigo primeiro do decreto estadual 327, de 2 de agosto de 1935, "ficam fundidos em um único os atuais municípios de Campinas, Hidrolândia e parte dos territórios de Anápolis, Bela Vista e Trindade, que passarão a constituir o município de Goiânia...".
Em 24 de outubro de 1933, em local determinado por Corrêa Lima, — um planalto onde atualmente se encontra o Palácio das Esmeraldas, na Praça Cívica —, Pedro Ludovico lançou a pedra fundamental da nova cidade. A data foi escolhida para homenagear os três anos do início da Revolução de 1930. Diversas caravanas oriundas do interior do estado saíram em direção ao local para prestigiar o evento. O padre Agostinho Foster realizou a missa solene, acompanhado pelo coral do Colégio Santa Clara, de Campinas. Após a missa, foi iniciada a roçagem do local e Pedro Ludovico proferiu um discurso onde previa que "dentro de cinco anos, grande porção desta área destinada à futura cidade estará coberta de luxuosas e alegres vivendas".

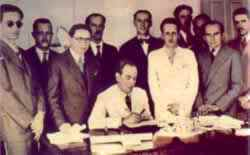
Pedro Ludovico assinando o decreto que determinou a nova capital de Goiás.

Em 2 de agosto de 1935, através do Decreto estadual 327, foi criado o município da nova capital, o qual recebeu o topônimo de Goiânia. Em 20 de novembro instalou-se o município e, em 13 de dezembro, foi assinado um decreto determinando a transferência da Secretaria Geral, da Secretaria do Governo e da Casa Militar para a cidade. Posteriormente, foram transferidas a Diretoria Geral da Segurança Pública e a Companhia de Polícia Militar (1935), e a Diretoria Geral da Fazenda (1936), sendo a efetiva transferência da capital do estado oficializada em 1937, através do decreto número 1816. Contudo, a inauguração oficial de Goiânia só aconteceria em 5 de julho de 1942, quando foi realizado, no Teatro Goiânia, o batismo cultural da nova capital de Goiás. De 1° a 11 de julho, a cidade passou por um clima de euforia e palco de festas, discursos de políticos vindos de todo o país, sessões solenes, bailes e inúmeras inaugurações de obras. Na ocasião, realizaram-se também o 8º Congresso Brasileiro de Educação e a Assembleia-Geral do Conselho Nacional de Geografia e do Conselho Nacional de Estatística, órgãos do Instituto Brasileiro de Geografia e Estatística (IBGE).
Em 1950, o centro de Goiânia já contava com vários prédios públicos, construídos no estilo art déco e constituintes de um significativo acervo da arquitetura brasileira. Por esta razão, em 18 de novembro de 2003 um conjunto de 22 prédios e monumentos públicos localizados no núcleo central de Goiânia e do bairro de Campinas foi incorporado oficialmente ao patrimônio histórico e artístico nacional.
Entre as décadas de 1940 e de 1950, a nova capital de Goiás já registrava um crescimento superior ao planejamento inicial, que era de 50 mil habitantes. Da população de mais de 53 mil pessoas em 1950, cerca de 40 mil (cerca de 75%) viviam em território urbano, formado basicamente pelos bairros Centro, Norte, Sul, Oeste e cidade satélite. Até 1955 Goiânia experimentou um crescimento considerado moderado para uma cidade recém-implantada. No entanto, o crescimento demográfico aumentou consideravelmente devido a uma série de fatores, tais como a chegada da estrada de ferro em 1951, a retomada da política de interiorização de Vargas entre 1951 e 1954, a inauguração da Usina do Rochedo em 1955, a construção de Brasília entre 1956 e 1960, as obras viárias que promoveram a ligação do Planalto Central com o resto do País e uma das leis aprovadas por Eurico Viana, então prefeito da cidade, que consistia em não obrigar os donos de loteamentos em oferecer estrutura urbana nos novos bairros causou o surgimento de cerca de cem novos na cidade em regiões mais distantes, como Jardim Balneário Meia Ponte, Coimbra, Universitário, Norte Ferroviário, Funcionários, Sul, Oeste, Aeroporto, Fama e Pedro Ludovico. Nessa década, a capital goiana ganhou mais 125 bairros. Em 1960, Goiânia já contava com mais de 150 mil habitantes.

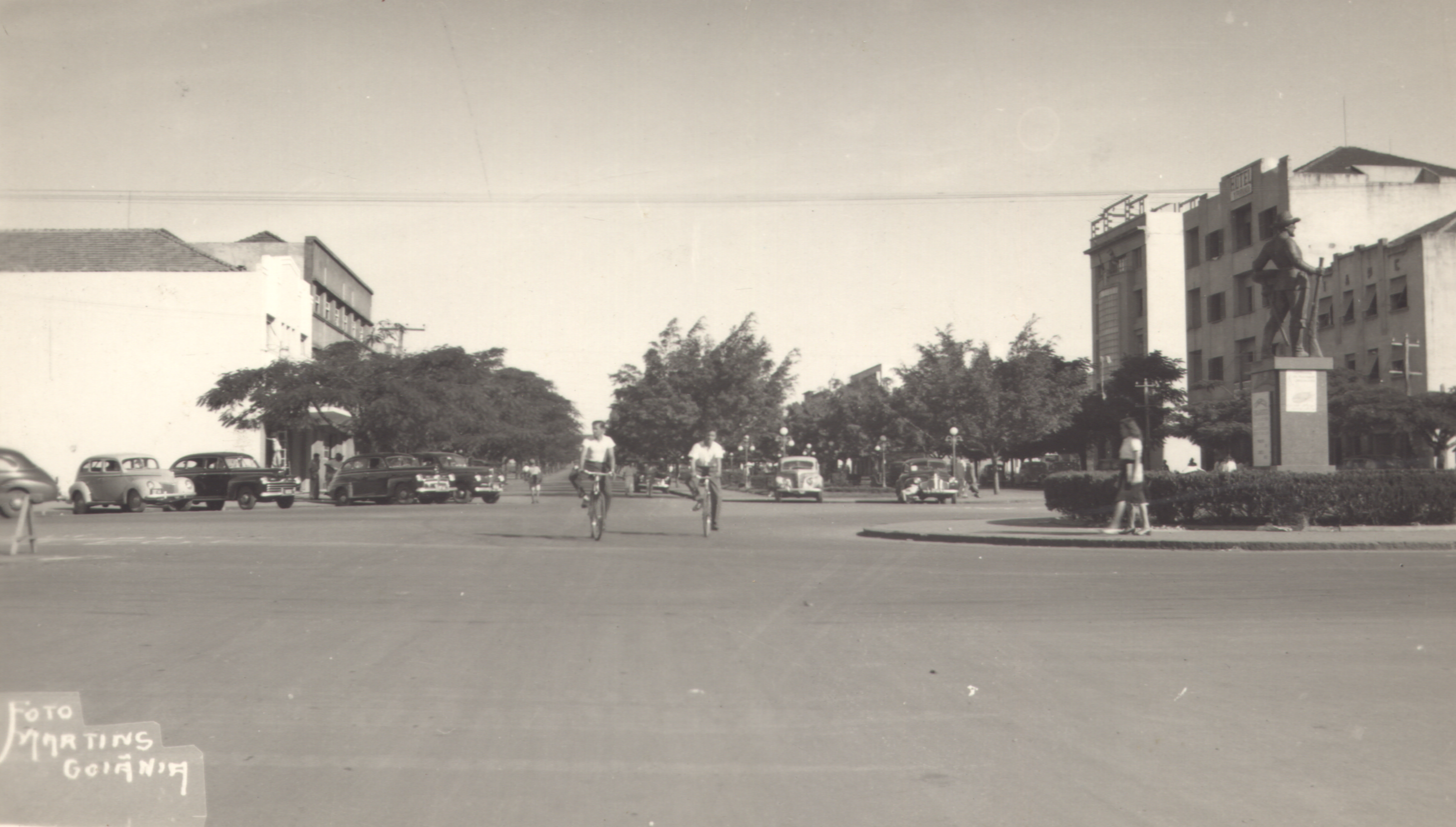
Avenida Anhanguera, anos 1960. Arquivo Nacional.

A década de 1960 é crucial para a definição de Goiânia como uma das maiores metrópoles brasileiras. Os novos bairros mudaram a fisionomia da cidade, que passou a requerer mais infraestrutura, transportes, energia e escolas. Surgiram ainda, nessa época, as Universidades Católica e Federal, o que fez com que os jovens que buscavam formação acadêmica permanecessem em Goiânia. A proximidade com a capital federal impulsiona o desenvolvimento da capital goiana. Os voos para Goiânia aumentam e o aeroporto é transferido para o bairro Santa Genoveva.
Na década de 1970, à medida em que a população mais do que dobra em relação à década anterior, o trânsito goianiense ganha o acréscimo de milhares de carros. A cidade ganha três emissoras de televisão, três jornais diários e o Estádio Serra Dourada, à época um dos mais modernos do país. A partir de 1970, Goiânia expandiu significativamente seus loteamentos urbanos, mantendo um alto ritmo de crescimento populacional, que faz com que a cidade chegue a 1980 com mais de 700 mil habitantes, dos quais 98% vivia em área urbana. Esse aumento demográfico provoca o surgimento de um grande número de loteamentos voltados para as classes de renda mais baixa em cidades vizinhas, como Aparecida de Goiânia que, apesar de franca expansão, são dotadas de precária infraestrutura urbana. A partir de então, o crescimento demográfico se mantém num ritmo mais lento que outrora. No final da década de 1990, ao contrário do que acontecia nos anos 70 e 80, Goiânia recebe um grande número de famílias carentes oriundas do Nordeste e Norte do país. Com a expansão do agronegócio, o Centro-Oeste passa a ser uma nova fronteira de oportunidades. Ao mesmo tempo, a classe média goianiense experimenta, na década de 2000, forte incremento na área habitacional com o surgimento dos condomínios horizontais.

### História recente

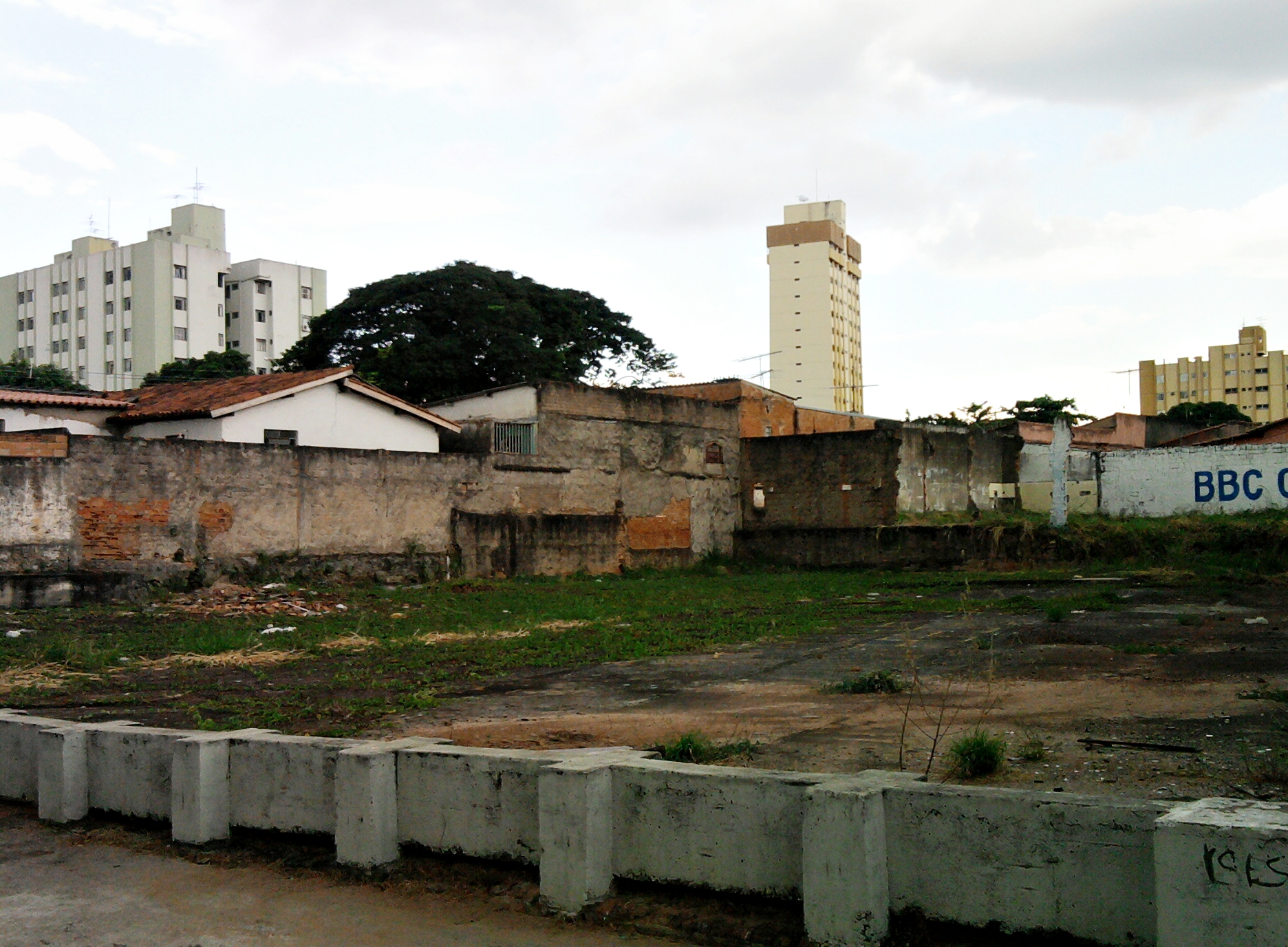
Área que abrigava o ferro-velho da Rua 26-A, epicentro do acidente radiológico de 1987

Em setembro de 1987, Goiânia foi palco do mais grave acidente radiológico já ocorrido no continente americano e o maior do mundo em área urbana. Na ocasião, mais de 240 pessoas foram expostas à radiação quando dois catadores de lixo desmontaram um aparelho de radioterapia, removendo dele partículas da substância radioativa Césio-137. A contaminação por radioatividade teve impacto no cenário nacional e mundial, o que fez com que as vítimas e, por consequência, a população do município em geral, fossem alvos de estereótipos e preconceitos. Ao longo da segunda metade da década de 1990, com o objetivo de contornar a situação, as áreas afetadas foram revitalizadas pela prefeitura juntamente com o governo estadual.
A partir da década de 1990, a expansão de Goiânia se torna mais significativa em áreas periféricas. A região noroeste, que iniciou sua expansão durante a década de 1980, é a que mais cresce no período, seguida pela região oeste. Neste mesmo período, a cidade começou a receber vários empreendimentos imobiliários e se tornou alvo de notória especulação imobiliária. Bairros afastados começam a receber asfalto, esgoto, iluminação e novas áreas de lazer, o que fez com que a capital, durante a década de 2000, fosse considerada referência nacional em qualidade de vida. Por outro lado, o município também experimentou situações de desigualdade social. Em 2004, cerca de 5 mil pessoas ocuparam uma área no bairro Parque Oeste Industrial. No ano seguinte, uma operação policial de desocupação se tornou um dos episódios mais notórios de violência no município. Por consequência, as famílias foram remanejadas para um novo bairro, hoje conhecido como Real Conquista. Em 2012, Goiânia foi considerada pela Organização das Nações Unidas (ONU) a cidade com mais concentração de renda do Brasil.

## Geografia

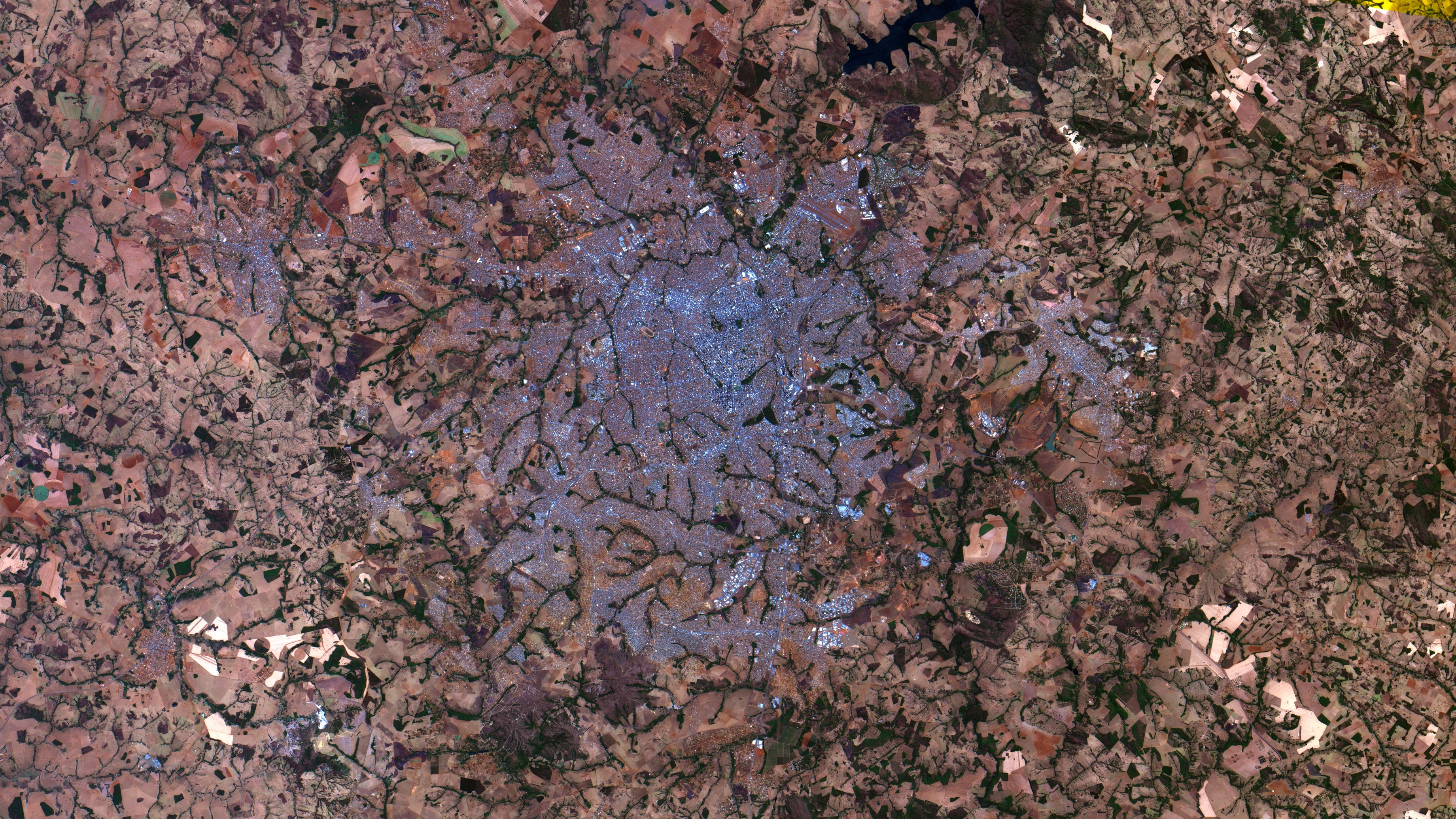
Imagem de satélite de Goiânia

Goiânia é a capital do décimo segundo estado mais populoso do Brasil, Goiás, situando-se próximo ao paralelo 16º40'43'' sul e do meridiano 49º15'14'' oeste. A área do município é controversa, e varia conforme fonte de dados. A própria prefeitura refere 739 km² e o IBGE indica 728,841 km². Suas cidades limítrofes são Nerópolis e Goianápolis ao norte; Aparecida de Goiânia ao sul; Senador Canedo e Bela Vista de Goiás ao leste; e Goianira e Trindade ao oeste.
De acordo com a divisão do Instituto Brasileiro de Geografia e Estatística vigente desde 2017, o município pertence às Regiões Geográficas Intermediária e Imediata de Goiânia. Até então, com a vigência das divisões em microrregiões e mesorregiões, o município fazia parte da microrregião de Goiânia, que por sua vez estava incluída na mesorregião do Centro Goiano.

### Geologia e hidrografia
Goiânia está em uma região de dobramentos formados no período neoproterozoico, cujo relevo do local é composto por planaltos com pequenos declives, o que dá ao território paisagens aplanainadas, O solo da cidade é do tipo terra roxa. Geomorfologicamente, Goiânia está dividida em cinco categorias: Planalto dissecado de Goiânia, Chapadões de Goiânia, Planalto embutido de Goiânia, Terraços e Planícies da Bacia do rio Meia Ponte e os Fundos de Vales. As características geomorfológicas de tais categorias contribuem para que Goiânia tenha uma topografia relativamente aplainada, apresentando poucos declives, onde os maiores se localizam em locais isolados, com erosões ou próximos a cursos d'água e vales. Tais declives fizeram com que Goiânia tivesse uma altitude baixa em relação à cidades vizinhas, se tornando um degrau em pleno planalto.
Goiânia possui uma altitude de 749 metros. Mesmo tendo uma topografia aplainada, característica das regiões que compõem o chamado Planalto Central do Brasil, a cidade contém regiões altas e baixas, como o Morro do Mendanha, que possui 841 metros de altitude. É nele que se localizam torres que pertencem a emissoras de televisões locais. Há também o Morro da Serrinha, com topo a 816 metros de altitude. A metrópole se localiza num estado onde o cerrado é a vegetação predominante de 70% de seu território. A cidade contém um solo arenoso e ácido, formado por duas estações distintas. Há várias tipologias florestais na cidade de regiões de savana.
Do ponto de vista hidrográfico, Goiânia e sua região metropolitana se localizam numa região onde há 22 sub-bacias hidrográficas, as quais deságuam nos ribeirões Anicuns, Dourados e João Leite. Todas as sub-bacias pertencem à bacia hidrográfica do rio Meia Ponte, afluente direto do rio Paranaíba. Hidrograficamente, Goiânia possui 85 cursos d'água, dos quais são oitenta córregos, quatro ribeirões e um único rio. Desde sua fundação, a cidade teve um crescimento populacional desordenado que trouxe problemas ambientais como consequência, com destaque para as erosões, principalmente a fluvial, que vem comprometendo a qualidade de seus cursos d'água.

### Ecologia e meio ambiente
Goiânia está localizada em pleno cerrado, um dos biomas mais devastados do Brasil. A cidade e sua região metropolitana fazem parte de uma das regiões de Goiás de menor preservação de sua vegetação original. Além disso, o município tem sofrido com um aumento na poluição do ar, diretamente relacionado à queima dos combustíveis fósseis pelos automóveis. Em 2007, a qualidade do ar de Goiânia foi considerada, por uma pesquisa, ruim. Enquanto o padrão do Conselho Nacional do Meio Ambiente (Conama) é de 160 mg/m³ de emissões por ano, o da capital goiana é de 240 mg/m³, próximo a cidades como São Paulo, com 279 mg/m³. De acordo com um levantamento promovido pela UFG em 2016, Goiânia perdeu metade de suas áreas verdes entre os anos de 1986 a 2010.
Apesar de, durante a década de 2000, a capital ser notável nacionalmente por suas áreas verdes, pelos índices de qualidade de vida e o aumento crescente de parques a arborização nos bairros começou a diminuir novamente a partir da década de 2010. Em 2019, Goiânia tinha 32 parques e bosques implantados.
O Lago das Rosas é o mais antigo parque da cidade, inaugurado no dia 30 de novembro de 1971, mas construído desde a década de 1940. Com uma área de 315 000 m², sua arquitetura baseia-se na art déco. Goiânia também é notável pelos parques Vaca Brava, Areião, Flamboyant e Bosque dos Buritis. Muitos dos parques de Goiânia são da responsabilidade do governo municipal. A prefeitura criou, em 20 de julho de 2007, a Agência Municipal de Meio Ambiente, em substituição da antiga Secretaria Municipal do Meio Ambiente (Semma), com atribuições relativas à gestão da política ambiental do município. Entre suas funções, estão incluídas as funções de implementação e coordenação da execução dessa política, direcionada para o desenvolvimento sustentável em todo o território da cidade. A Companhia de Urbanização de Goiânia tem a responsabilidade de cuidar das praças do município.

### Clima
| Recordes mensais de precipitação acumulada em 24 horas registrados em Goiânia (INMET) | Recordes mensais de precipitação acumulada em 24 horas registrados em Goiânia (INMET) | Recordes mensais de precipitação acumulada em 24 horas registrados em Goiânia (INMET) | Recordes mensais de precipitação acumulada em 24 horas registrados em Goiânia (INMET) | Recordes mensais de precipitação acumulada em 24 horas registrados em Goiânia (INMET) | Recordes mensais de precipitação acumulada em 24 horas registrados em Goiânia (INMET) |
| Mês                                                                                   | Acumulado                                                                             | Data                                                                                  | Mês                                                                                   | Acumulado                                                                             | Data                                                                                  |
| ------------------------------------------------------------------------------------- | ------------------------------------------------------------------------------------- | ------------------------------------------------------------------------------------- | ------------------------------------------------------------------------------------- | ------------------------------------------------------------------------------------- | ------------------------------------------------------------------------------------- |
| Janeiro                                                                               | 135,5 mm                                                                              | 13/01/2025                                                                            | Julho                                                                                 | 40,6 mm                                                                               | 24/07/1958                                                                            |
| Fevereiro                                                                             | 103,7 mm                                                                              | 12/02/2021                                                                            | Agosto                                                                                | 44,4 mm                                                                               | 29/08/2001                                                                            |
| Março                                                                                 | 99,9 mm                                                                               | 08/03/1997                                                                            | Setembro                                                                              | 77,5 mm                                                                               | 19/09/1979                                                                            |
| Abril                                                                                 | 153,8 mm                                                                              | 03/04/1945                                                                            | Outubro                                                                               | 127,8 mm                                                                              | 28/10/1996                                                                            |
| Maio                                                                                  | 79,1 mm                                                                               | 30/05/1979                                                                            | Novembro                                                                              | 93,2 mm                                                                               | 12/11/1990                                                                            |
| Junho                                                                                 | 47,1 mm                                                                               | 04/06/1988                                                                            | Dezembro                                                                              | 153,6 mm                                                                              | 07/12/1954                                                                            |
| Período: 1937-presente                                                                |                                                                                       |                                                                                       |                                                                                       |                                                                                       |                                                                                       |

Em Goiânia predomina o clima tropical com estação seca (Aw, segundo a classificação climática de Köppen-Geiger), típico do estado de Goiás e da maior parte do Centro-Oeste brasileiro, com duas estações bem definidas: uma chuvosa, de outubro até abril, e outra seca, de maio a setembro.
As temperaturas mais elevadas são registradas na primavera e as mais baixas no inverno, quando as mínimas podem chegar a 12 °C e, em algumas ocasiões, 10 °C ou menos. Porém, é também no inverno que a umidade relativa do ar (URA) chega a níveis críticos, podendo ficar abaixo dos 20% ou mesmo próximo de 10%, caracterizando estado de emergência.
Segundo dados do Instituto Nacional de Meteorologia (INMET), desde julho de 1937 a menor temperatura já registrada em Goiânia foi de 1,2 °C em 9 de julho de 1938 e a maior atingiu 41,2 °C em 7 de outubro de 2020. O maior acumulado de precipitação em 24 horas alcançou 153,8 mm em 3 de abril de 1945, seguido por 153,6 mm em 7 de dezembro de 1954.
Outros acumulados iguais ou superiores a 100 mm foram: 136,6 mm em 9 de dezembro de 2005, 135,5 mm em 13 de janeiro de 2025, 134 mm em 22 de dezembro de 1972, 127,8 mm em 28 de outubro de 1996, 124,7 mm em 19 de janeiro de 1969, 116,8 mm em 11 de abril de 2014, 107,6 mm em 7 de dezembro de 2009, 107,4 mm em 27 de outubro de 1965, 104,4 mm em 16 de outubro de 1951, 103,7 mm em 12 de fevereiro de 2021, 102,7 mm em 22 de janeiro de 1955, 102,4 mm em 23 de fevereiro de 1978 e 101 mm em 21 de outubro de 2021.
| Dados climatológicos para Goiânia (OMM: 83423)                                                 | Dados climatológicos para Goiânia (OMM: 83423) | Dados climatológicos para Goiânia (OMM: 83423) | Dados climatológicos para Goiânia (OMM: 83423) | Dados climatológicos para Goiânia (OMM: 83423) | Dados climatológicos para Goiânia (OMM: 83423) | Dados climatológicos para Goiânia (OMM: 83423) | Dados climatológicos para Goiânia (OMM: 83423) | Dados climatológicos para Goiânia (OMM: 83423) | Dados climatológicos para Goiânia (OMM: 83423) | Dados climatológicos para Goiânia (OMM: 83423) | Dados climatológicos para Goiânia (OMM: 83423) | Dados climatológicos para Goiânia (OMM: 83423) | Dados climatológicos para Goiânia (OMM: 83423) |
| Mês                                                                                            | Jan                                            | Fev                                            | Mar                                            | Abr                                            | Mai                                            | Jun                                            | Jul                                            | Ago                                            | Set                                            | Out                                            | Nov                                            | Dez                                            | Ano                                            |
| ---------------------------------------------------------------------------------------------- | ---------------------------------------------- | ---------------------------------------------- | ---------------------------------------------- | ---------------------------------------------- | ---------------------------------------------- | ---------------------------------------------- | ---------------------------------------------- | ---------------------------------------------- | ---------------------------------------------- | ---------------------------------------------- | ---------------------------------------------- | ---------------------------------------------- | ---------------------------------------------- |
| Temperatura máxima recorde (°C)                                                                | 37,8                                           | 36,5                                           | 36,8                                           | 35,8                                           | 36,4                                           | 35,8                                           | 35,5                                           | 37,7                                           | 40,5                                           | 41,2                                           | 39,3                                           | 36,7                                           | 41,2                                           |
| Temperatura máxima média (°C)                                                                  | 30,6                                           | 31                                             | 30,9                                           | 31,2                                           | 30,3                                           | 30                                             | 30,6                                           | 32,7                                           | 34                                             | 33,2                                           | 31,1                                           | 30,6                                           | 31,4                                           |
| Temperatura média compensada (°C)                                                              | 24,7                                           | 24,7                                           | 24,7                                           | 24,8                                           | 23,3                                           | 22,3                                           | 22,5                                           | 24,5                                           | 26,3                                           | 26,2                                           | 25                                             | 24,8                                           | 24,5                                           |
| Temperatura mínima média (°C)                                                                  | 20,1                                           | 20                                             | 20                                             | 19,3                                           | 16,9                                           | 15,2                                           | 14,8                                           | 16,6                                           | 19,4                                           | 20,3                                           | 20,3                                           | 20,2                                           | 18,6                                           |
| Temperatura mínima recorde (°C)                                                                | 12,8                                           | 10,6                                           | 11,4                                           | 4,7                                            | 4,6                                            | 2,4                                            | 1,2                                            | 2,7                                            | 4,2                                            | 9,4                                            | 10                                             | 10,2                                           | 1,2                                            |
| Precipitação (mm)                                                                              | 249,2                                          | 235,8                                          | 258,5                                          | 137,7                                          | 30,3                                           | 8,4                                            | 1,5                                            | 9,5                                            | 44,3                                           | 144,1                                          | 219,6                                          | 271,9                                          | 1 610,8                                        |
| Dias com precipitação (≥ 1 mm)                                                                 | 17                                             | 16                                             | 17                                             | 9                                              | 3                                              | 1                                              | 0                                              | 1                                              | 4                                              | 11                                             | 16                                             | 18                                             | 113                                            |
| Umidade relativa compensada (%)                                                                | 72,2                                           | 72,2                                           | 72,4                                           | 66,2                                           | 59,9                                           | 55,1                                           | 48                                             | 40,8                                           | 44,9                                           | 57,2                                           | 69,3                                           | 72,6                                           | 60,9                                           |
| Fonte: INMET (normal climatológica de 1991-2020; recordes de temperatura: 11/07/1937-presente) |                                                |                                                |                                                |                                                |                                                |                                                |                                                |                                                |                                                |                                                |                                                |                                                |                                                |

## Demografia
A população do município estimada para 1 de julho de 2021, de acordo com o IBGE, era de 1 555 626 habitantes, sendo o município mais populoso do estado e o 11º do Brasil. O principal motivo para a grande população está na proximidade de Goiânia com Brasília, que impulsionou o crescimento do município e a região entre ele e a capital federal, tornando o Eixo Goiânia-Brasília o terceiro maior aglomerado populacional do país, reunindo cerca de nove milhões de pessoas em 2011. A Região Metropolitana de Goiânia era em 2016 a décima terceira maior aglomeração urbana do Brasil, com uma população de 2 458 504 habitantes. Apresentava em 2011, uma densidade populacional de 1 782,5 habitantes por km², a maior de seu estado.
O Índice de Desenvolvimento Humano Municipal (IDH-M) de Goiânia é considerado elevado pelo Programa das Nações Unidas para o Desenvolvimento (PNUD), cujo valor é 0,832, o segundo maior de todo estado de Goiás (em 242 municípios); terceiro de toda Região Centro-Oeste do Brasil (em 446) e o 111° de todo Brasil (em 5 507). Considerando apenas a educação, o valor do índice é de 0,933 (classificado como muito elevado), enquanto o do Brasil é 0,849. O índice da longevidade é de 0,751 (o brasileiro é 0,638) e o de renda é de 0,813 (o do Brasil é 0,723). A cidade possui a maioria dos indicadores elevados e parecidos com os da média nacional segundo o PNUD. A taxa de alfabetização adulta é 96,78%. A incidência da pobreza, medida pelo IBGE, é de 3,64%, o limite inferior da incidência de pobreza é de 2,92%, o superior é de 4,35% e a incidência da pobreza subjetiva é de 4,35%.

### Região metropolitana
O intenso processo de conurbação atualmente em curso na chamada Grande Goiânia vem criando uma metrópole cujo centro está em Goiânia e atinge os municípios de Abadia de Goiás, Aparecida de Goiânia, Aragoiânia, Bela Vista de Goiás, Bonfinópolis, Brazabrantes, Caldazinha, Caturaí, Goianápolis, Goianira, Guapó, Hidrolândia, Inhumas, Nerópolis, Nova Veneza, Santo Antônio de Goiás, Senador Canedo, Terezópolis de Goiás e Trindade. A Região Metropolitana de Goiânia foi criada no ano de 1999 e atualmente é constituída por 20 municípios, a décima maior aglomeração urbana do Brasil, com 2 206 134 habitantes.

### Desigualdade social
Segundo dados do IBGE, em 2011 Goiânia possuía sete aglomerados subnormais, que são: Emílio Póvoa, Quebra Caixote, Rocinha, a primeira e segunda etapa do Jardim Botânico, a área I do Jardim Goiás e uma invasão numa parte do Jardim Guanabara, e somavam uma população de 3 495 pessoas em 1 066 domicílios. Goiânia é a metrópole brasileira com o menor número de favelas do país. Embora o termo favela não seja bem visto pelas autoridades da cidade por não haver muitos morros no município, em 2009 existiam 141 áreas irregulares, chamadas de invasões. Segundo especialistas, tal situação é maquiada em Goiânia, já que as famílias moradoras em locais como esses são retiradas dos locais e colocadas nas periferias da cidade. O coeficiente de Gini, que mede a desigualdade social, é de 0,42, numa escala entre 1,00 (pior número) e 0,00 (melhor). Em 2010, a Organização das Nações Unidas constatou que Goiânia é a cidade mais desigual do Brasil e a décima do mundo, à frente de outras capitais como Belo Horizonte, Fortaleza, Brasília e Curitiba. Na visão de professores especialistas, a região central do Brasil a qual compreende Goiânia e Brasília é alvo de alto fluxo migratório de populações de baixa renda e escolaridade, principalmente advindas das regiões norte e nordeste do país, reforçando a concentração de renda observada através da especulação imobiliária.
Segundo estudos do Observatório das Metrópoles, a história da desigualdade social é antiga na cidade, e teve seu início desde o início do povoamento nas mais diferentes regiões de Goiânia. Sua região noroeste, por exemplo, foi formada a partir de três invasões na Fazenda Caveiras. Logo na primeira, foi originado o Jardim Nova Esperança, e depois outros bairros. A população de baixa renda é predominante nesta região, e tal ocupação gerou uma série de conflitos sociais, políticos e militares. Em outros pontos isolados de Goiânia, como o Jardim Goiás, a desigualdade é mais perceptível, onde há grandes construções verticais de grande especulação imobiliária e em outro lado casas simples sem uma infraestrutura digna. As regiões sul e sudeste são as mais desenvolvidas da cidade, enquanto na noroeste a situação é diferente.
Há também bairros próximos com características sociais diferentes em várias regiões de Goiânia, como o Alto da Boa Vista e Jardim Primavera na região noroeste; Aldeia do Vale e Vale dos Sonhos na região norte; os bairros Madre Germana 2 e Grajaú, compartilhando a mesma região com condomínios horizontais de luxo.

### Etnias e imigração

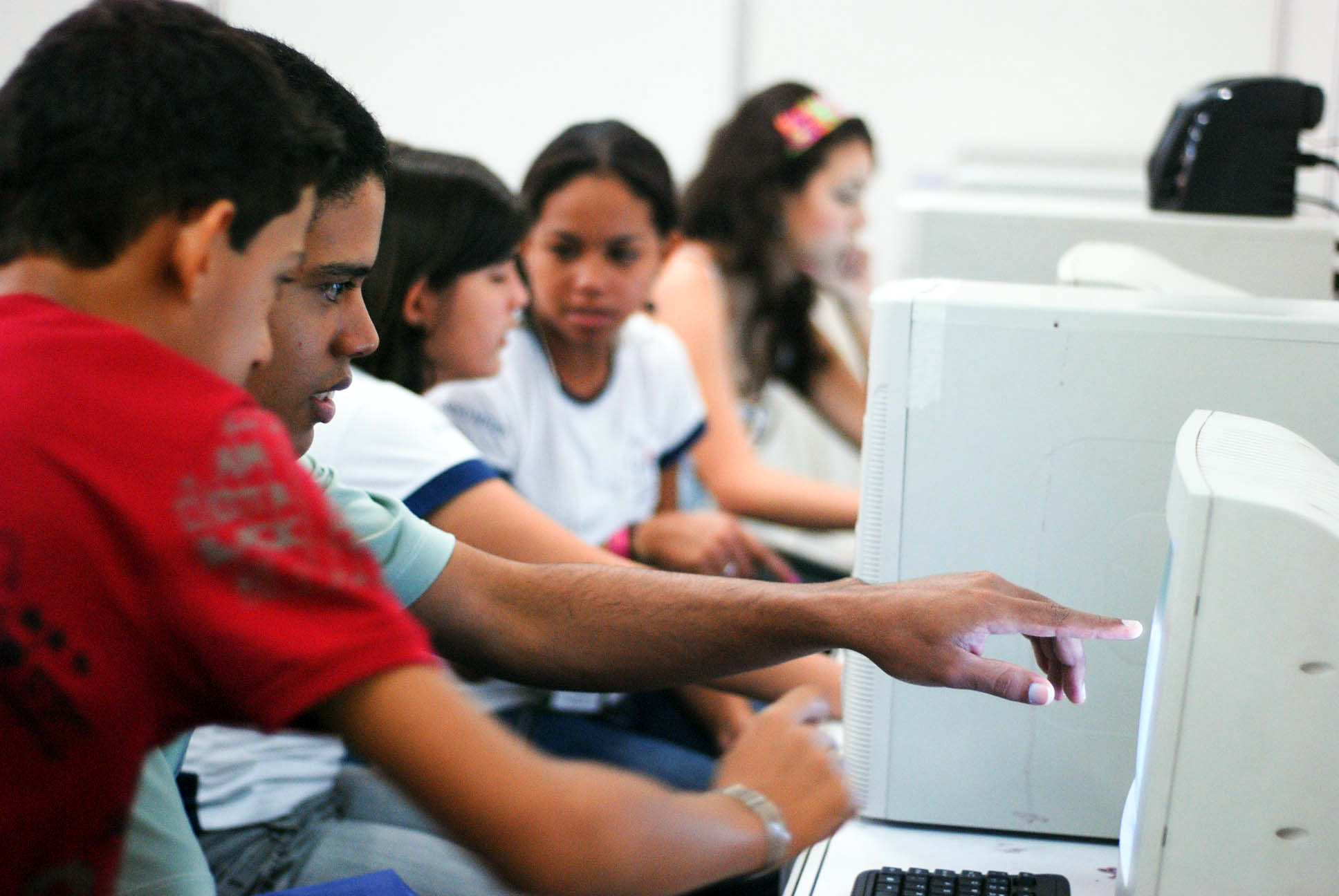
A população goianiense é marcada pela miscigenação étnica. Na imagem, um grupo de estudantes da rede pública da cidade a receber aulas de programação e robótica.

Goiânia é uma cidade multirracial, fruto de intensa migração. O seu povoamento tem ligação íntima com o povoamento do interior do centro-oeste brasileiro, de forma gradual principalmente por migrantes atraídos do interior goiano, além de outras regiões de outros estados do Brasil. Vieram pessoas de diversas origens, o que contribuiu para que a cidade tivesse uma população miscigenada, composta predominantemente de brancos e pardos. Segundo o censo de 2010 do IBGE, em pesquisa de autodeclaração, a população de Goiânia é composta por brancos (48%), pardos (44%), pretos (5,68%), indígenas (0,16%) e amarelos (1,68%). Em relação ao outro censo realizado em 2000, houve uma diminuição de brancos e indígenas e um aumento de pardos, pretos e amarelos.
Inicialmente, Goiânia foi povoada por migrantes oriundos do interior de Goiás. Sua criação foi decisiva para o crescimento populacional do estado, já que Vila Boa, a antiga capital, apresentava sinais de decadência populacional e era considerada um retrocesso para o estado. A fundação da atual capital goiana é considerada um fato de sucesso na povoação do interior brasileiro. Hoje, a população não oriunda de Goiânia é predominantemente de Minas Gerais, Bahia, Tocantins, Maranhão, São Paulo e Pará, respectivamente.
Levando-se em conta a nacionalidade da população residente durante o censo realizado em 2010, 1 298 633 habitantes eram brasileiros natos (99,74%) e 3 368 eram estrangeiros (0,26%). Em relação à região de nascimento, 998 088 eram nascidos na Região Centro-Oeste (76,66%). De outras regiões, 124 372 são do Nordeste (9,55%), 93 718 no Sudeste (7,20%), 67 493 no Norte (5,18%) e 9 538 no Sul (0,73%), além de 5 424 sem especificação (0,42%). 971 427 habitantes eram naturais de Goiás (74,61%). Entre os naturais de outras unidades da federação, havia 60 663 mineiros (4,66%), 45 326 baianos (3,48%), 42 633 tocantinenses (3,27%), 40 399 maranhenses (3,10%), 26 783 paulistas (2,06%), 19 620 paraenses (1,51%), 12 235 brasilienses (0,94%), 12 185 matogrossenses (0,94%), 10 409 piauienses (0,80%), 10 331 cearenses (0,79%), 6 460 pernambucanos (0,50%), 5 212 fluminenses (0,40%), 5 209 paranaenses (0,40%) e populações, em menor quantidade, de todos os outros estados do Brasil.

### Religião
Religiões em Goiânia (2010)
Tal como a variedade religiosa em Goiânia, são diversas as manifestações do gênero presentes na cidade. Embora tenha se desenvolvido sobre uma matriz social eminentemente católica, é possível encontrar atualmente na cidade dezenas de denominações protestantes diferentes. A igreja católica reconhece Nossa Senhora Auxiliadora como padroeira da cidade.
De acordo com dados do censo de 2000 realizado pelo Instituto Brasileiro de Geografia e Estatística (IBGE), o Brasil teve uma queda no número de católicos e um aumento no número de evangélicos. Mais tarde, em 2010, 50,88% da população do município era católica romana, 32,44% eram evangélicos, 9,11% não tinha religião, 4,29% eram espíritas, 0,82% Testemunhas de Jeová, 1,6% outras religiosidades cristãs (que incluem Igreja Católica Apostólica Brasileira, Igreja Ortodoxa, mórmons e outras) e 0,96% de outras religiões.
Ainda no censo em 2000, constatou-se que em bairros centrais de Goiânia, como o Bueno e Oeste, a grande maioria da população é católica, onde a porcentagem ultrapassa os 60%, entretanto, há uma tendência de esse número diminuir. Já os evangélicos de missão possuem pouca influência na cidade, pois representam apenas de 3,32% da população na maior parte dos bairros da capital. Em contrapartida, a quantidade de evangélicos pentecostais sofreu um aumento entre 1991 e 2000, diretamente relacionado com a diminuição de católicos. São nas igrejas Assembleia de Deus, Universal do Reino de Deus e Congregação Cristã no Brasil que se concentram a maior parte dos fiéis. A parte da população que se considera sem religião está concentrada nos bairros periféricos da região oeste.
Detre as denominações protestantes em Goiânia, a maioria da população é pentecostal, cerca de 20,49%. Os batistas constituem 1,33% da população do município, 0,98% são presbiterianos, 0,79% adventistas, 0,22% os demais grupos protestantes (luteranos, congregacionais e metodistas) e 8,58% não possuem denominação. As Assembleias de Deus são o maior grupo pentecostal, com 11,21% da população, seguida pela Igreja Universal do Reino de Deus com 1,38% e Congregação Cristã no Brasil com 1,29%.
Segundo o censo brasileiro de 2022, a composição religiosa da cidade era de 46,78% católicos, 33,92% evangélicos ou protestantes, 3,66% espíritas, 0,72% umbandistas ou candomblecistas, 0,02% religião tradicional, 5,59% outra religião, 9,22% irreligiosos, 0,03% desconhecidos e 0,07% não declarados.

## Política

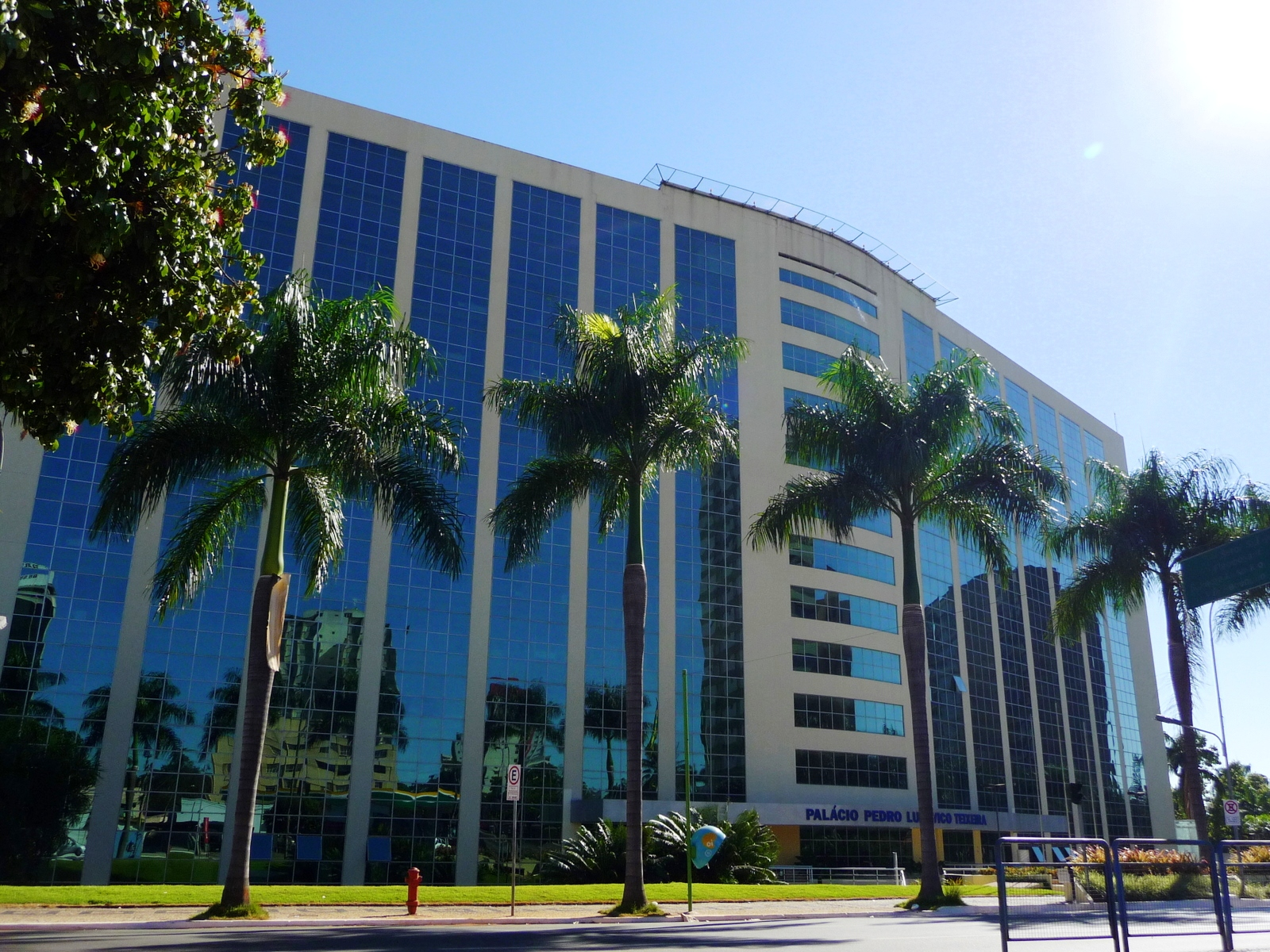
Palácio Pedro Ludovico Teixeira, no centro da cidade.

Da fundação da cidade até ao Golpe de 1964, a cena política goianiense foi dominada pelo Partido Social Democrático (PSD). Durante a ditadura militar (1964–1985), os prefeitos de capitais e cidades consideradas estratégicas passaram a ser nomeados pelos governadores, o que tornou a Aliança Renovadora Nacional (Arena), partido oficial do regime, predominante na política goianiense — e de todas as capitais — naquele período. Após a redemocratização, a cena política local ficou polarizada entre o Partido do Movimento Democrático Brasileiro (PMDB) e o Partido dos Trabalhadores (PT). O primeiro conquistou quatro mandatos e o último, três. Apesar disso, o Partido da Social Democracia Brasileira (PSDB) conseguiu conquistar um único mandato na cidade durante o período conhecido como Nova República.
O Poder Executivo da cidade de Goiânia é representado pelo prefeito e seu gabinete de secretários, em observância ao disposto na Constituição Federal. A Lei Orgânica do Município, criada em 1990, determina que a ação administrativa do Poder Executivo será organizada segundo os critérios de descentralização, regionalização e participação popular, o que faz com que a cidade seja dividida em várias regiões administrativas.
O Poder Legislativo é representado pela câmara municipal, composta por 35 vereadores eleitos para cargos de quatro anos (em observância ao disposto no artigo 29 da Constituição, que disciplina um número mínimo de 33 e máximo de 41 para municípios com mais de um milhão e menos de cinco milhões de habitantes). Cabe à casa elaborar e votar leis fundamentais à administração e ao Executivo.
Em complementação ao processo legislativo e ao trabalho das secretarias, existe também uma série de conselhos municipais, cada um deles versando sobre temas diferentes, compostos obrigatoriamente por representantes dos vários setores da sociedade civil organizada. Alguns dos conselhos municipais atualmente em atividade são o Conselho Municipal de Educação, drogas, saúde, dentre outros.
De acordo com o Tribunal Superior Eleitoral, Goiânia possuía, em agosto de 2016, 957 161 eleitores, o que representa 21,44% do eleitorado de Goiás.

### Cidades-irmãs
A política das cidades-irmãs procura incentivar o intercâmbio entre cidades que têm algo em comum com Goiânia. A troca de informações e o aumento do comércio entre elas são meios de tornar as cidades-irmãs mais próximas. Goiânia possui 9 cidades-irmãs, que são:
| - Idar-Oberstein, Alemanha - Belém, Brasil - Manaus, Brasil - Uberaba, Brasil - Grotte di Castro, Itália | - Barquisimeto, Venezuela - Guadalajara, México - Seattle, Estados Unidos - Paris, França |

## Subdivisões
O município de Goiânia era anteriormente dividido em doze regiões, hoje reduzidas a sete (Centro, Sul, Sudoeste, Leste, Noroeste, Norte, Oeste), cada uma delas, por sua vez, dividida em vários bairros. A distribuição anterior levava em conta questões físicas do ambiente e também as formações culturais presentes nas cidades.
Com dados do Censo Brasileiro, em 2010 havia 641 bairros regularizados em Goiânia, praticamente o dobro que existia em menos de dez anos. Segundo a Secretaria do Planejamento e Desenvolvimento (Seplan), os períodos com as maiores quantidades de novos bairros construídos na cidade foram as décadas de 1950 (125) e 1990 (106) e o período compreendido entre os anos de 2000 a 2005 (151).
| Administrações Regionais                                                                          |          |           |                  |  |
|                                                                                                   |          |           |                  |  |
|                                                                                                   | Regional | População | Superfície (km²) |  |
| 1                                                                                                 | Centro   | 282.559   | 37,46            |  |
| 2                                                                                                 | Sul      | 248.990   | 36,22            |  |
| 3                                                                                                 | Sudoeste | 187.676   | 71,88            |  |
| 4                                                                                                 | Leste    | 186.959   | 79,53            |  |
| 5                                                                                                 | Noroeste | 160.030   | 46,35            |  |
| 6                                                                                                 | Norte    | 140.098   | 85,52            |  |
| 7                                                                                                 | Oeste    | 124.239   | 86,82            |  |
|                                                                                                   | Goiânia1 | 1.318.148 | 739              |  |
| Notas: (1)Os dados referentes à população do município são da projeção populacional do IBGE/2011. |          |           |                  |  |

## Economia

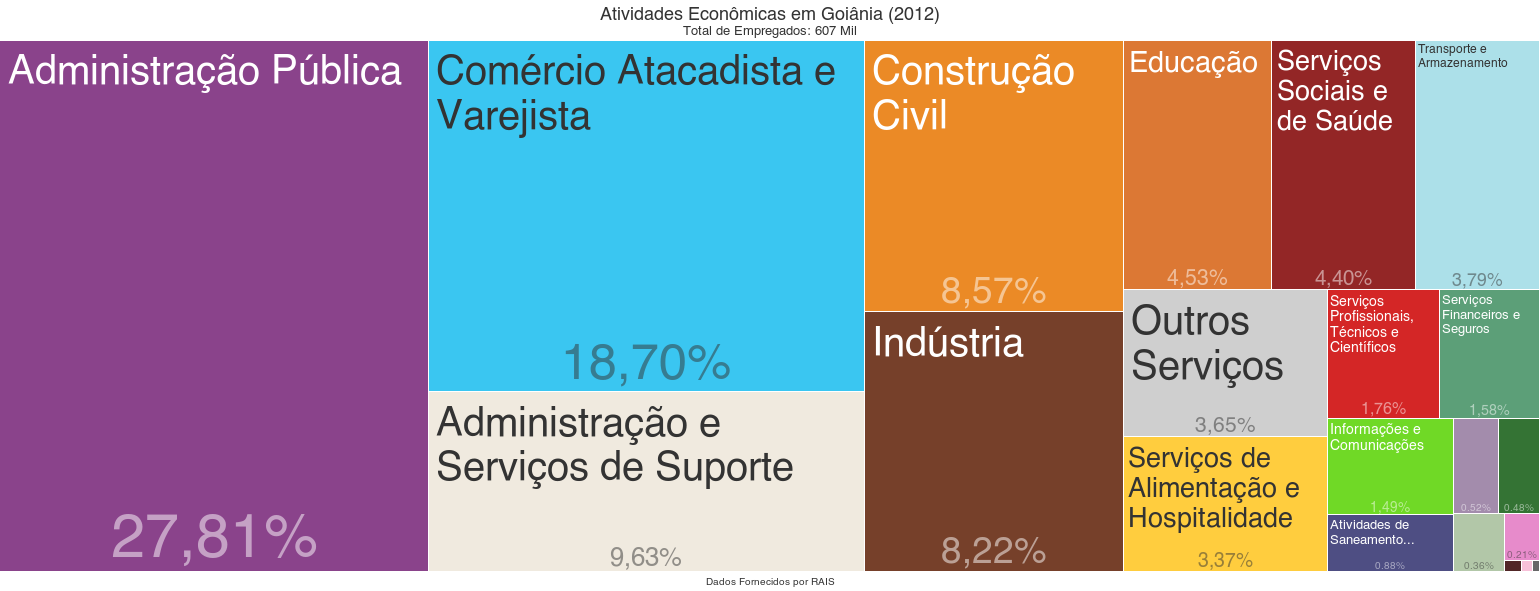
Atividades econômicas em Goiânia - (2012)

Goiânia é a vigésima segunda cidade mais rica do Brasil, a décima segunda entre as capitais brasileiras e a primeira em seu estado. Segundo dados da Secretaria do Planejamento e Desenvolvimento (Seplan), em 2008 seu PIB somou R$ 19 450 000 000, o que equivale a aproximadamente 25,8% de toda produção de bens e serviços do estado. Sua região metropolitana possui um PIB de aproximadamente R$ 31,29 bilhões *, o que corresponde a 38,61% de todo o PIB goiano em 2007. Segundo dados do IBGE, a rede urbana de influência exercida pela cidade no resto do país abrange 3,5% da população e 2,8% do PIB brasileiro. A influência é percebida em 363 cidades de Goiás, Tocantins, Pará, Maranhão, Piauí e Mato Grosso. O município também está entre os oito municípios com a melhor infraestrutura do país. Estando em uma localização privilegiada no Brasil, é servida por uma malha viária e ferroviária que a liga aos principais centros e portos do país. Recebe voos internacionais e nacionais pelo Aeroporto Santa Genoveva (IATA: GYN, ICAO: SBGO).

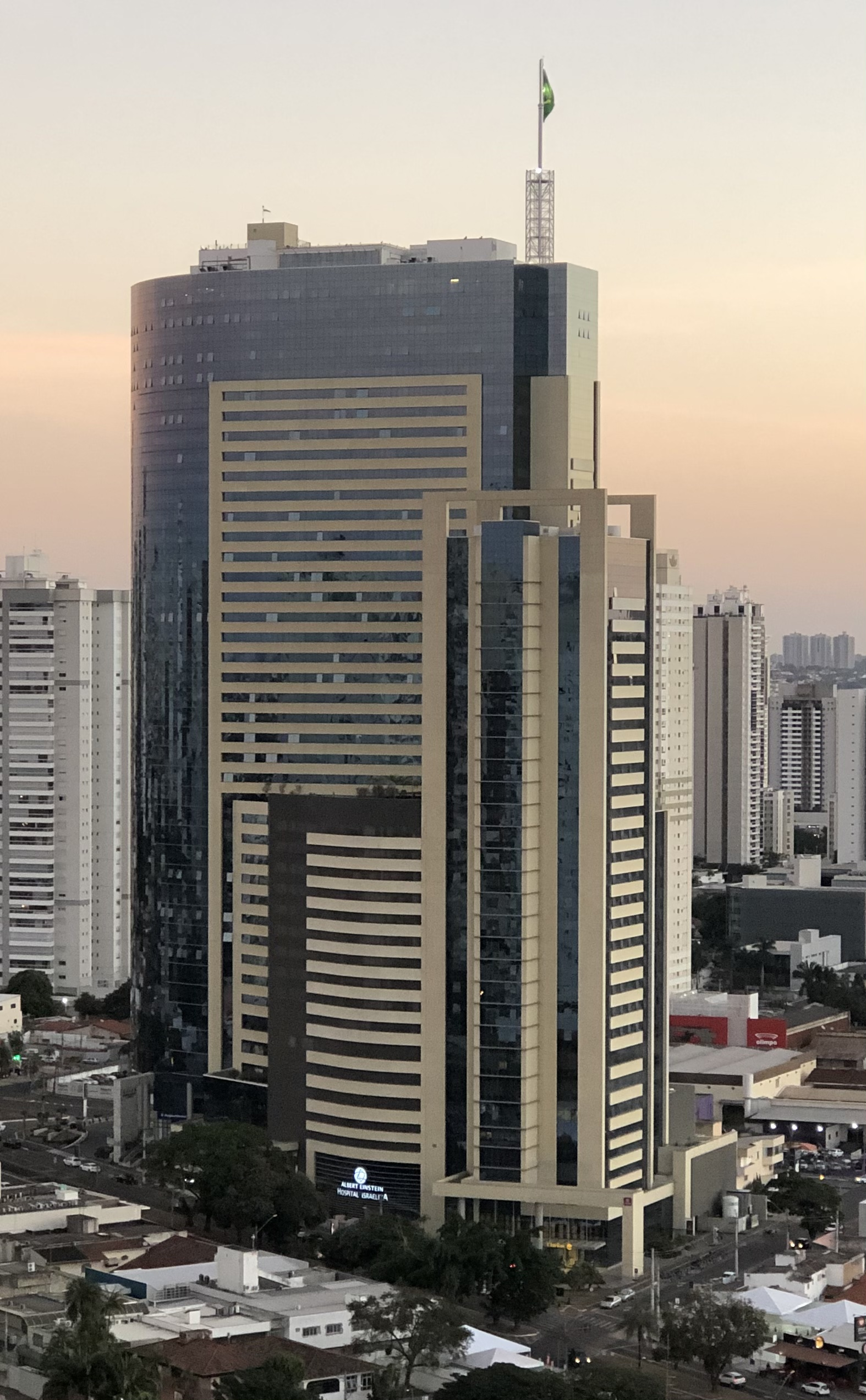
Complexo Orion, um dos arranha-céus mais altos do Brasil

Até a década de 1970, a economia de Goiânia se manteve focada no setor primário, principalmente pela influência agropecuária de seu estado. Mais tarde, a influência do setor na economia municipal tornou-se inexpressivo em termos de emprego formal. Segundo o Censo Agropecuário 2006, promovido pelo IBGE, Goiânia tinha 470 estabelecimentos agropecuários. 91,06% pertenciam a um único proprietário e 185 deles eram compostos por matas de preservação ambiental. Em 304 havia criação de bovinos, 301 criavam aves e 185 criavam suínos. Segundo o Censo 2010, Goiânia possui uma grande atuação na bovinocultura e avicultura. Havia 27 700 cabeças de bovinos; 35 000 de galinhas; 23 000 de codornas; 4 950 de suínos. A cidade produziu, ainda 4 125 000 litros de leite; 3 156 000 ovos de galinha; 5 400 000 de codorna e 830 quilos de mel.
O setor secundário é um dos mais influentes de Goiânia. A cidade destaca-se em indústrias farmacêuticas, confecção e alimentação. Entre Goiânia e Anápolis há 18 empresas farmacêuticas que somam mais de 5 000 empregados. Quarto maior polo confeccionista do Brasil, Goiânia emprega mais de 35 000 pessoas no ramo em mais de 2 000 confecções. Já na alimentação, a capital goiana destaca-se na área de de laticínios e frigoríficos. Em 2000 havia 4 454 indústrias na cidade, sendo que 70,48% eram de transformação e 29,16% de construção civil. Ainda, a maior parte da produção no se concentra na indústria de alimentos, principalmente na produção de temperos e arroz. Mesmo localizada num estado fortemente agropecuário, a capital goiana destaca-se por ser um dos polos confeccionistas de roupa do Brasil. Por conter quase três mil indústrias da categoria, a cidade possui mais de 60% das empresas de moda instaladas em Goiás. Outros setores industriais são as fundições, o beneficiamento de algodão, gráfica, óleos vegetais, cerâmica, bebidas, madeira e mobiliário.
Goiânia é um dos maiores centros financeiros do Brasil, e sua economia é caracterizada pela predominância do setor terciário, o qual concentra 80% da economia do município, com destaque para a saúde, atividades imobiliárias e administração pública. Goiânia está entre as capitais brasileiras que mais geram emprego no Brasil. Dinâmico, abrange desde serviços básicos até os que demandam alta tecnologia. O setor terciário também concentra a maior parte da população ativa. Em 2000, continha 19 470 empresas, se destacando o comércio atacadista e varejista (9 836), atividades imobiliárias (3 579), alimentação e alojamento (1 043), serviços sociais e saúde (1 842) e outros (1 382). A quantidade de empregos do setor (266 159) representava mais de 80% de todas as vagas disponíveis em Goiânia.

## Infraestrutura

### Saúde

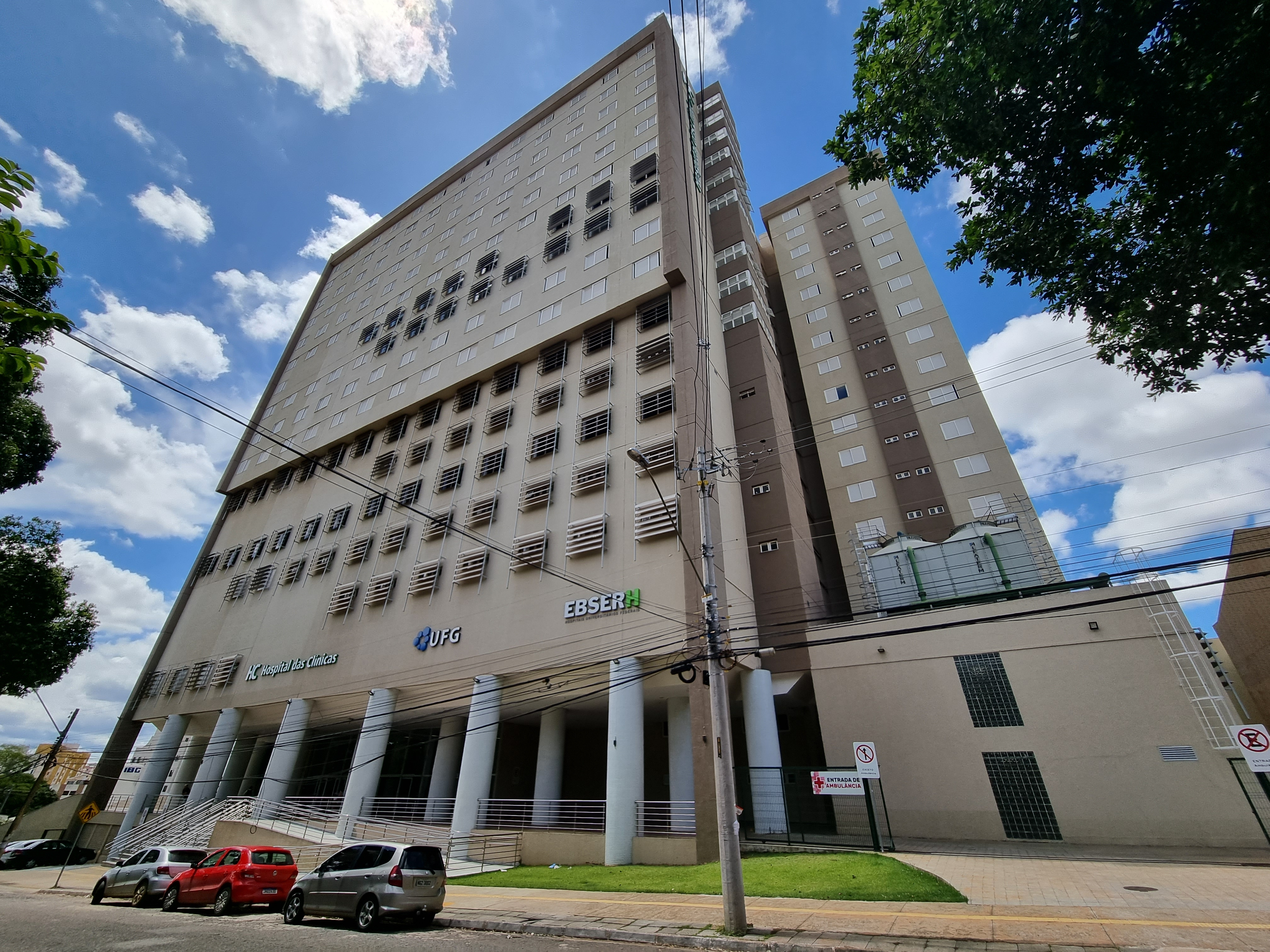
Hospital das Clínicas, vinculado à Universidade Federal de Goiás

Segundo informações do Instituto Brasileiro de Geografia e Estatística, Goiânia dispunha de um total de 777 estabelecimentos de saúde em 2009, 105 públicos e 672 privados, os quais dispunham no seu conjunto de 4 947 leitos para internação, sendo que quase 3 900 são privados. A cidade também conta com atendimento médico ambulatorial em especialidades básicas, atendimento odontológico com dentista e presta serviço ao Sistema Único de Saúde (SUS).
Em abril de 2010 existiam 446 818 mulheres em idade fértil (entre 10 e 49 anos). Goiânia contava em dezembro de 2009 com 469 anestesistas,1 395 auxiliares de enfermagem, 561 cirurgiões gerais, 2 014 cirurgiões dentistas, 1 540 clínicos gerais, 1 221 enfermeiros, 440 farmacêuticos, 314 fisioterapeutas, 252 fonoaudiólogos, 1 006 gineco-obstetras, 187 médicos de família, 145 nutricionistas, 872 pediatras, 611 psicólogos, 173 psiquiatras, 433 radiologistas e 3 501 técnicos de enfermagem, totalizando 10 108 profissionais de saúde. Em 2008 foram registrados 19 448 nascidos vivos, considerando que 7,2% nasceram prematuros, 66,9% foram de partos cesáreos e 15,1% foram de mães entre 10 e 19 anos (0,6% entre 10 e 14 anos). A taxa bruta de natalidade era de 15,4 por 100 mil habitantes. No mesmo ano, a taxa de mortalidade infantil era de 14 por mil nascidos vivos e a taxa de óbitos era de 5,6 por mil habitantes.
Entre 1991 e 2000, Goiânia apresentou uma evolução na área da saúde pública e foi considerada referência para o interior de seu estado e em todo o país, mas desde 2012 vem sofrendo uma saturação na área. Hospitais lotados, falta de médicos são alguns dos problemas enfrentados pela população da capital goiana.

### Educação

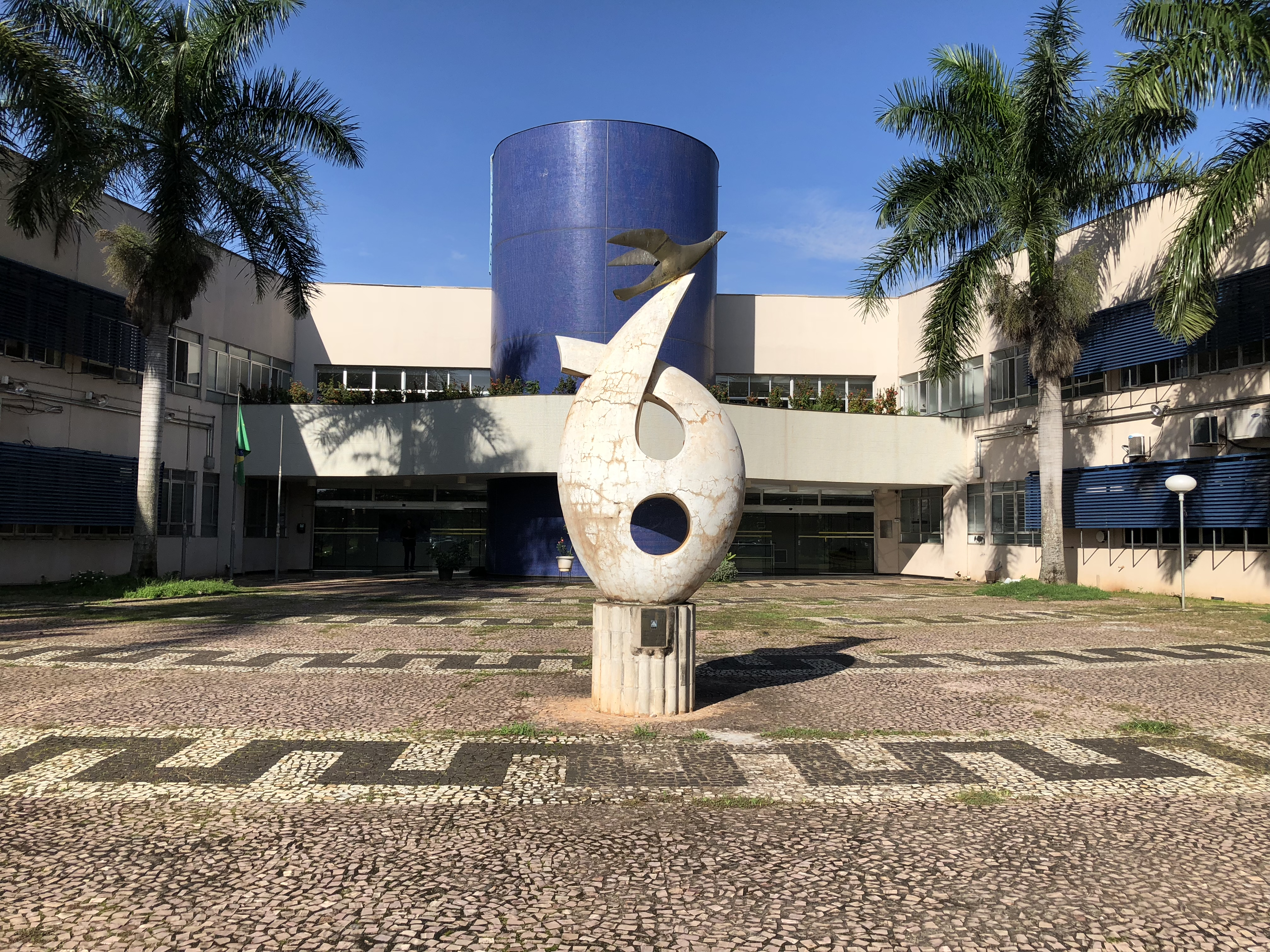
Reitoria da Universidade Federal de Goiás, Campus II, em 2015.

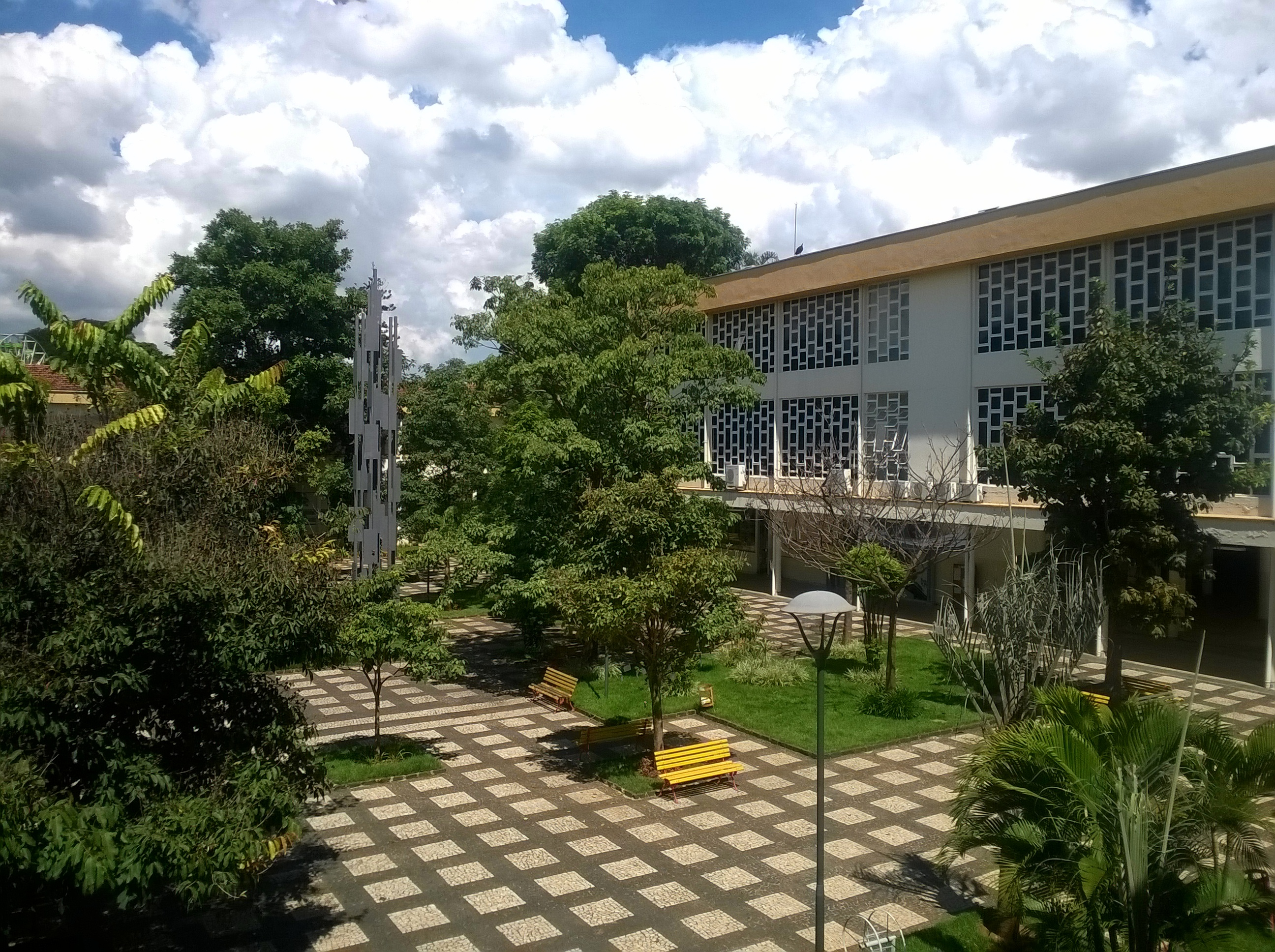
Pátio na parte interna do Instituto Federal de Goiás, no Centro de Goiânia, em 2015.

O fator educação do IDH no município atingiu a marca de 0,933 – patamar consideravelmente elevado, em conformidade aos padrões do Programa das Nações Unidas para o Desenvolvimento (PNUD) – ao passo que a taxa de analfabetismo indicada pelo censo demográfico de 2010 do IBGE foi de 3,22%. Nota-se que o analfabetismo vem se reduzindo nos últimos 30 anos, tanto no município como no país (no Brasil, a taxa de analfabetismo foi 6,8% em 2018).
Goiânia tem um sistema de ensino primário e secundário, público e privado, e uma variedade de profissionais de escolas técnicas. Em 2009 havia na cidade 473 estabelecimentos de ensino fundamental, 337 unidades pré-escolares, 152 escolas de nível médio e mais algumas instituições de nível superior, a rede de ensino da cidade é a mais extensa do estado. No total foram 256 982 matrículas e 12 976 docentes registrados em 2009. No ensino superior, destacam-se importantes universidades públicas e privadas, muitas delas consideradas centros de referência em determinadas áreas. As instituições públicas de ensino superior sediadas em Goiânia são: a Universidade Federal de Goiás (UFG), o Instituto Federal de Goiás (IFG) e a Universidade Estadual de Goiás (UEG). Entre as instituições privadas, destacam-se instituições como a Pontifícia Universidade Católica de Goiás (PUC Goiás) e Faculdade Alves Faria.
Tomando por base o relatório do Índice de Desenvolvimento da Educação Básica (IDEB) de 2007, o município obteve quase 3,9 pontos, e a tendência é de se chegar a 6 em 2021. Na classificação geral do Exame Nacional do Ensino Médio (ENEM) de 2014, uma escola da cidade figurou entre as 50 melhores do ranking. Os colégios Olimpo e WR foram os respectivos terceiro e quadragésimo colocados, enquanto que a única instituição pública dentre as melhores foi o Instituto Federal de Goiás, o qual, segundo avaliações socioeconômicas do Inep, é frequentado por estudantes, em maioria, de classe alta. A violência está ameaçando a qualidade da educação em Goiânia, impondo certas barreiras ao aproveitamento escolar, constituindo-se em uma das causas preponderantes da evasão ou do aprendizado carencial, que está atingindo alunos e professores. Segundo um levantamento feito entre 2008 e 2009, a violência nas escolas estaduais da cidade chega a mais de 90%.

### Segurança pública e criminalidade
Goiânia é a 17ª cidade brasileira mais violenta do país, segundo dados do Ministério da Saúde de 2008. Em 2006, entre as grandes cidades e capitais brasileiras, Goiânia possuía o 17º maior número absoluto de homicídios (444). A cidade registrou, em 2006, 36,4 casos de homicídios por 100 mil habitantes, índice acima do verificado em cidades como São Paulo (23,7), Porto Alegre (36,3), Fortaleza (35,4) ou Brasília (32,1). A cidade também está entre os locais com mais mortes no trânsito. Em 2006, foi a sexta no número de óbitos por acidentes de transporte, com 521 mortos, atrás de São Paulo (1593), Belo Horizonte (704), Fortaleza (623), Brasília (580) e Rio de Janeiro (559).
Segundo dados da Delegacia Estadual de Investigações de Homicídios (DIH), em 2011 a cidade teve o ano mais violento de sua história, superando em mais de 36% da quantidade de homicídios registrados em 2010. Nesse ano, Goiânia chegou a ter 37 mortes por 100 mil habitantes, que é um valor considerado triplamente crítico pela Organização Mundial da Saúde (OMS). A maioria dos dez bairros com os maiores números de homicídios estavam concentrados em regiões específicas de Goiânia, exceto o Jardim Guanabara, o único da região norte da cidade entre os dez, que assumiu o primeiro lugar na lista, com mais de quinze homicídios, seguido dos jardins Curitiba e Jardim Nova Esperança (ambos da região noroeste), Jardim América, Pedro Ludovico, Parque Amazônia, Parque Santa Cruz (todos da Região Sul), Parque Atheneu (região sudeste), Vila Mutirão e Morada do Sol (região noroeste), respectivamente. 87% das vítimas são homens (44% na faixa etária dos 18 aos 30 anos e 76% são executados com arma de fogo). Ainda, os bairros Centro, Real Conquista, Norte Ferroviário, Finsocial, Vera Cruz, São Francisco, Eldorado Oeste, Estrela D’Alva e Recanto das Minas Gerais são também tidos como violentos, com altos índices de homicídios entre os anos de 2013 e 2014.
Com base em dados do Ministério da Justiça, pode-se observar que a violência em Goiânia em conjunto com a sua região metropolitana é menor que a média nacional, entretanto tem crescido na mesma proporção que as demais no Brasil nos últimos anos. De 1997 a 2000, a Região Metropolitana de Goiânia figurou no 13º lugar entre as aglomerações urbanas do país. A taxa apresentada no período foi de 25,3 homicídios por 100 mil habitantes. Em contrapartida, o crescimento populacional da região (a sexta maior no Brasil) retirava o otimismo em relação à violência. A média de homicídios por 100 mil habitantes cresceu em Goiânia de 1998 a 2002: 1998 (21,54), 1999 (26,89), 2000 (22,87), 2001 (18,89) e 2002 (28,96).
Segundo a Delegacia de Proteção à Criança e ao Adolescente (DPCA), foram registradas mais 250 denúncias sobre violência infantil de janeiro a julho de 2011, contra 208 em todo o ano de 2010. Os números apontam que a cada dia mais de duas crianças sofriam violência ou abuso sexual na capital goiana. Em 85% dos casos, meninas são as vítimas e os agressores são parentes próximos. Os divórcios e o desenvolvimento social são as principais causas no aumento da violência infantil.

### Habitação, serviços e comunicação
No ano de 2010, segundo o IBGE, a cidade tinha 422 710 domicílios entre apartamentos, casas, e cômodos. Desse total, 251 920 eram imóveis próprios, 225 581 próprios já quitados (53,36%), 26 339 em aquisição (6,23%) e 132 692 alugados (31,39%); 37 003 imóveis foram cedidos, 2 959 por empregador (0,70%) e 34 004 cedidos de outra maneira (8,04%). 1 095 foram ocupados de outra forma (0,25%). Grande parte do município conta com água tratada, energia elétrica, esgoto, limpeza urbana, telefonia fixa e telefonia celular. Naquele ano, 92,96% dos domicílios eram atendidos pela rede geral de abastecimento de água; 99,80% das moradias possuíam coleta de lixo e 96,59% das residências possuíam escoadouro sanitário. Atualmente, o lixo da capital goiana é jogado no aterro sanitário de Goiânia, localizado no quilômetro três da GO-060, na saída para o município de Trindade, na Região Metropolitana de Goiânia.
O abastecimento de água é feito pela empresa de Saneamento de Goiás (Saneago). Em 2005 a demanda média de Goiânia e sua região metropolitana era de 5 600 litros de água por segundo. Já o serviço de fornecimento de energia elétrica é feito pela Equatorial Energia Goiás. A tensão elétrica da rede é de 220 volt. Na área de telefonia, o índice de área de discagem direta a distância (DDD) é de 062. Há fácil acesso à internet em parte da cidade. Desde 2010 a prefeitura está colocando redes wireless nos principais pontos da cidade a fim de oferecer acesso gratuito à Internet para a população da cidade.
Goiânia conta ainda com diversos jornais. No ano de 2000 eram 11 no total, destacando-se o O Popular. Este último citado estava entre os dez de maior circulação no país, segundo dados do Instituto Verificador de Circulação, ocupando a sexta colocação, com 163 568 000 exemplares/ano, atrás do Super Notícia, Folha de S.Paulo, Extra, O Estado de S. Paulo, O Globo e Zero Hora. Em Goiânia está situada a sede da Agência Goiana de Comunicação, órgão oficial dos Poderes do Estado que acompanha ações, projetos, programas e obras de órgãos e entidades relacionados ao jornalismo e mídia em geral. Também há mais de 24 rádios AM e FM, como a Rádio Sucesso, a Fonte FM, a CBN Goiânia, a Rádio 730, a Rádio Jovem Pan FM a Sara Brasil FM, a Difusora e muitas outras. Goiânia possui também diversas emissoras de televisão sediadas da própria cidade, como a TV Anhanguera, a TV Serra Dourada, a RecordTV Goiás, a TV Brasil Central, a TV UFG, a Fonte TV e a PUC TV Goiás.

### Transportes
O setor dos transportes é administrado pela Secretaria Municipal de Trânsito, Transportes e Mobilidade (SMT). O Sistema de transporte coletivo de ônibus transporta diariamente em todas as regiões da cidade e o entorno de Goiânia. Abrangia, em 2016, 268 linhas exploradas por 5 empresas unidas em um consórcio (Rede Metropolitana de Transporte Coletivo). O transporte público, nos anos mais recentes, é considerado insuficiente. O valor da passagem, reajustado a R$ 4,30 em 2019 é um dos maiores entre as capitais brasileiras.
Goiânia também conta com dois sistemas de Bus Rapid Transit (BRT). O mais antigo deles é o Eixo Anhanguera, cujo trajeto se dá na Avenida Anhanguera, e administrado pela estatal Metrobus. Abrange um trajeto de 13,5 km, entre as regiões leste e oeste, com acesso facilitado a municípios como Goianira, Senador Canedo e Trindade. A passagem é a mais barata da cidade e transportava, em meados de 2012, entre 200 a 300 mil pessoas por dia. Em 2024, foi lançado o BRT Norte-Sul, que se inicia na divisa das regiões norte e noroeste, no Terminal Recanto do Bosque, indo até Aparecida de Goiânia. Em 2012, o sistema de táxis possuía uma frota de 1 470 táxis padronizados na cor branca. Também há o serviço de mototáxi, que complementa o serviço. Ainda, em termos de transporte rodoviário, Goiânia não conta com um metrô. A construção de um veículo do gênero é pauta de instituições e especialistas desde a década de 1960.
Goiânia situa-se num importante entroncamento rodoviário brasileiro. A BR-153 corta o arredor da cidade, conectando-a ao norte e ao sul do país. Além disso, se encontra com a BR-060, que liga a cidade a Brasília, num extremo, e a Campo Grande, no outro, prosseguindo até à fronteira entre o Brasil e o Paraguai. Na região norte da cidade está localizado o Aeroporto Santa Genoveva, de onde partem voos regulares para várias cidades brasileiras. Segundo a Infraero, mais de três milhões de viajantes passaram pelo aeroporto em 2015. O transporte rodoviário inter-municipal faz-se principalmente a partir do Terminal Rodoviário de Goiânia, situado no Centro, com mais de 14,4 milhões de visitas por ano e integrado ao Araguaia Shopping, existente desde 2001.
Segundo dados do Departamento Nacional de Trânsito (Denatran), Goiânia contava, em outubro de 2016, com uma frota de 1 117 566 veículos. Segundo dados do IBGE em parceria com o Denatran, Goiânia sofreu um aumento de 59% em sua frota entre 2001 e 2009, saltando de 482 260 veículos para 769 165. Em relação à motos, Goiânia possui alto número de motos (224 606 em outubro de 2016). O município também possui ciclovias, geralmente concentrada em bairros das regiões sul, centro e norte, onde há um número considerável de estudantes universitários. A cidade dispõe de algumas vias de circulação rápida, como a Marginal Botafogo, Marginal Cascavel, Perimetral Norte, entre outras vias. Apesar disso, o trânsito de veículos é congestionado em várias regiões da capital no horário de pico.

## Cultura
A responsável pelo setor cultural da prefeitura de Goiânia é a Secretaria Municipal de Cultura (SeCult), que tem como objetivo planejar e executar a política cultural do município por meio da elaboração de programas, projetos e atividades que visem ao desenvolvimento cultural. A Academia Goianiense de Letras, tendo como o seu primeiro presidente Emídio Brasileiro, representa os principais escritores goianienses. Atualmente, a SeCult é composta por seis unidades culturais.

### Música
Por ser uma cidade recente em comparação a maioria das capitais brasileiras, Goiânia apresentou tardiamente uma cena musical. Um dos primeiros músicos a se destacar foi Leo Jaime, integrante do João Penca e Seus Miquinhos Amestrados, e mais tarde em carreira solo, nos anos 1980. O Conservatório Goiano de Música foi um espaço de revelação de artistas, cujo Festival Nacional de Música de Goiânia, organizado na Universidade Federal de Goiás, decorreu desde 1968. Por meio da instituição, a capital goiana recebeu sua principal influência na produção e execução de música clássica.
Outros músicos naturais da cidade são os cantores Marcelo Barra e Carlinhos Veiga, com influências da música regional, o cantor de rock Luciano Manga, o rapper Túlio Dek e a artista Wanessa Camargo. Alguns grupos musicais que se destacaram na cidade foram Testemunha Ocular, os religiosos Milad e Koinonya, e os grupos de rock e pop Pedra Letícia, Mr. Gyn e Boogarins.
Ao mesmo tempo, Goiânia é conhecida por ser uma capital com forte proveniência de cantores e duplas sertanejas. Muitos artistas iniciaram uma carreira ou são originais da cidade, como Chrystian & Ralf, Zezé di Camargo & Luciano, Leandro & Leonardo, Guilherme & Santiago, Bruno & Marrone, entre outros.
A cidade é reconhecida por ter uma das cenas independentes de rock mais fortes do país, e alguns dos melhores festivais nacionais de música, como o Goiânia Noise Festival, de rock; o Vaca Amarela, de música independente e o VillaMix Festival, de música sertaneja e outros gêneros populares. Outros festivais anteriormente ativos foram o Festival Comunicasom, um dos primeiros festivais de música da cidade; o Micarê Goiânia, Cerrado Rock Festival e o Goiânia Rodeo Festival. Goiânia também conta com uma orquestra sinfônica, fundada em 1993, que integra 62 músicos e um coro com 48 membros.

### Cinema e teatro

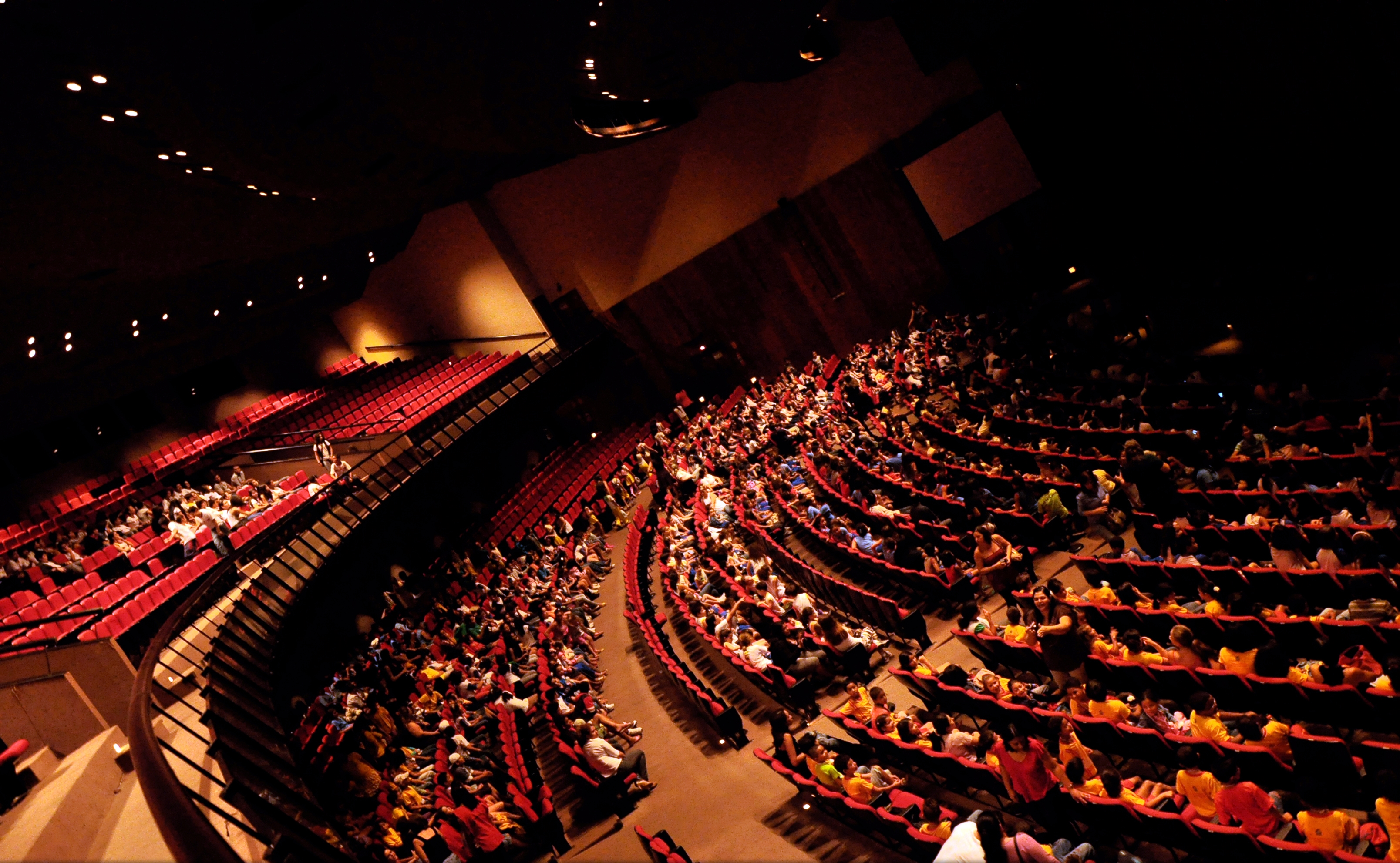
Teatro Rio Vermelho, durante peça de arte, em 2011.

O primeiro cinema de Goiânia foi o Cine Teatro Campinas, inaugurado em 13 de junho de 1936. Mais tarde, em 1942, surgiu o Cine-Teatro Goiânia, na Avenida Tocantins. A partir da década de 1960, a cidade contemplou a decadência das suas salas de cinema. Algumas se transformaram em igrejas evangélicas, supermercados, restaurantes, entre outros estabelecimentos. A grande parcela das salas de cinema passou a situar-se nos shopping centers. Atualmente Goiânia ainda conta com diversas salas de cinema em várias partes da cidade, especialmente no interior de grandes shoppings. Os poucos filmes produzidos na cidade são, muitas vezes, curtas-metragens produzidos, por vezes, por produtoras e gravadoras da própria cidade. O Goiânia Mostra Curtas é um dos eventos mais populares de curtas metragens realizado na cidade.
Na área de artes cênicas, há vários teatros que exibem um pouco da cultura goianiense. Há o Teatro Goiânia, construído na década de 40 e é um dos prédios mais antigos da cidade, e traz em sua história o título de Patrimônio Histórico e Artístico Nacional. Já no Centro Cultural Martim Cererê, localizado próximo à Praça Cívica é realizado vários tipos de eventos, como musicais, teatro, lançamento de obras literários, dentre outras festividades. Dentro do Centro de Convenções de Goiânia está localizado o Teatro Rio Vermelho, tendo uma capacidade para mais de duas mil pessoas e nele acontecem vários tipos de eventos. Além dos teatros citados, Goiânia possui vários outros.

### Atrações turísticas e eventos

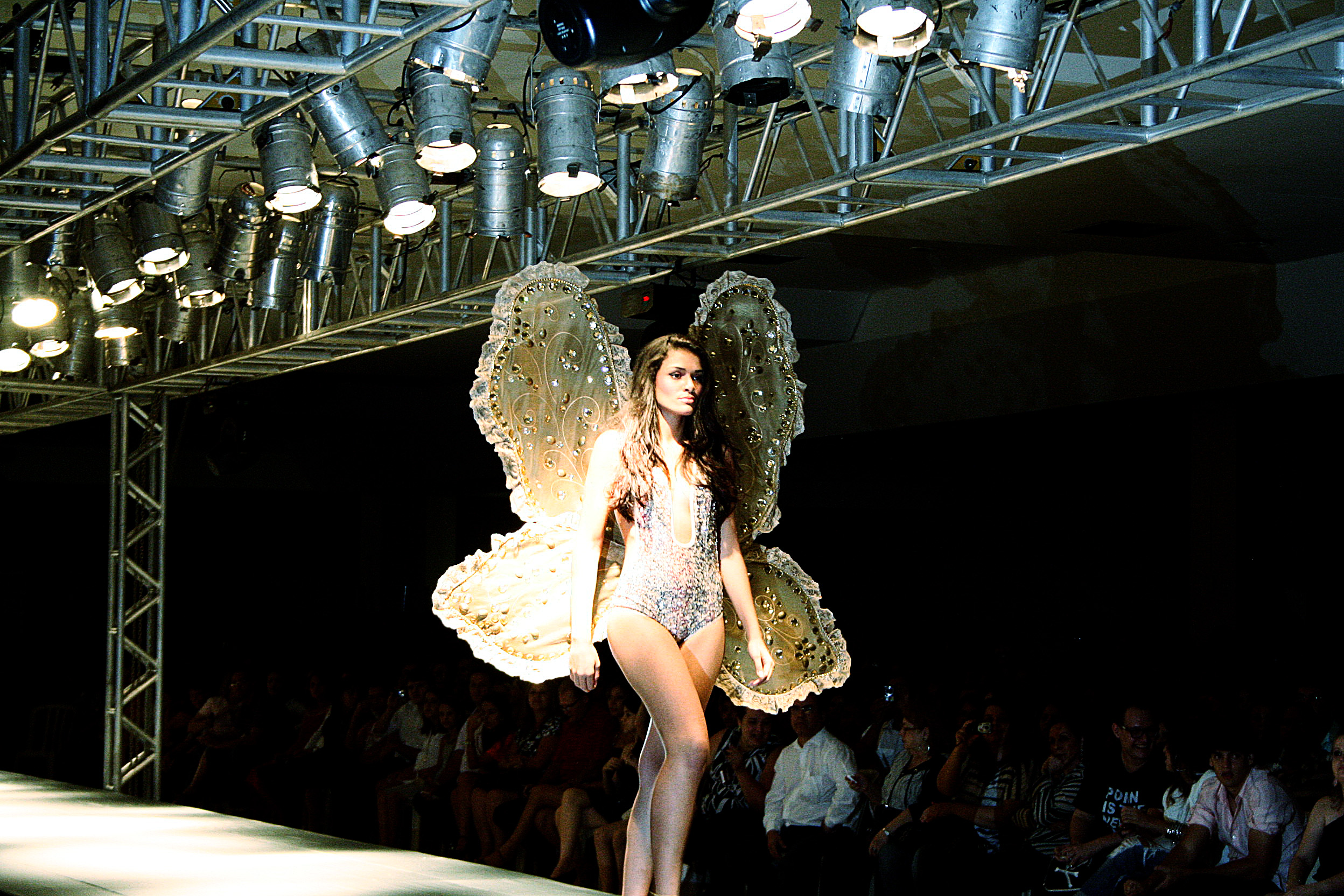
Desfile no Goiânia Fashion Week, em 2010.

O grande acervo arquitetônico encontrado na cidade, os parques e a boa gastronomia faz com que Goiânia tenha seu destaque no turismo, principalmente os de negócios, no qual a cidade é referência no país, principalmente por conta da localização central no Brasil e a infraestrutura urbana. A rede hoteleira ainda deixa a desejar, contudo tem tido crescimentos.
Ao contrário de várias cidades na maior parte do Brasil, Goiânia não possui uma tradição carnavalesca. Quando chega o carnaval, a cidade fica vazia. Com isso, a maior parte da população se desloca para o interior de Goiás, para cidades como Caldas Novas, Goianésia e Jaraguá. Dois motivos podem explicar a nula comemoração do carnaval em Goiânia: a diminuição do público apreciador de música popular e a maior procura por festas no interior, diretamente relacionada a um maior poder aquisitivo da classe média.
Uma das principais atrações da capital goiana são as feiras. Espalhadas em vários bairros e dias da semana, movimentam a cidade. A principal delas é a Hippie, a maior feira a céu aberto do Brasil. Realizada nos domingos há mais de 40 anos, possui mais de seis mil expositores com vários tipos de produtos que atraem pessoas do Brasil inteiro, principalmente das regiões norte e nordeste do Brasil. A Feira da Lua, criada em 1993, é voltada à população com um maior poder aquisitivo, principalmente por se localizar no bairro Oeste, um dos mais nobres de Goiânia. A média é de dez mil pessoas a cada sábado, dia em que a feira é realizada.

### Patrimônio histórico e arquitetônico

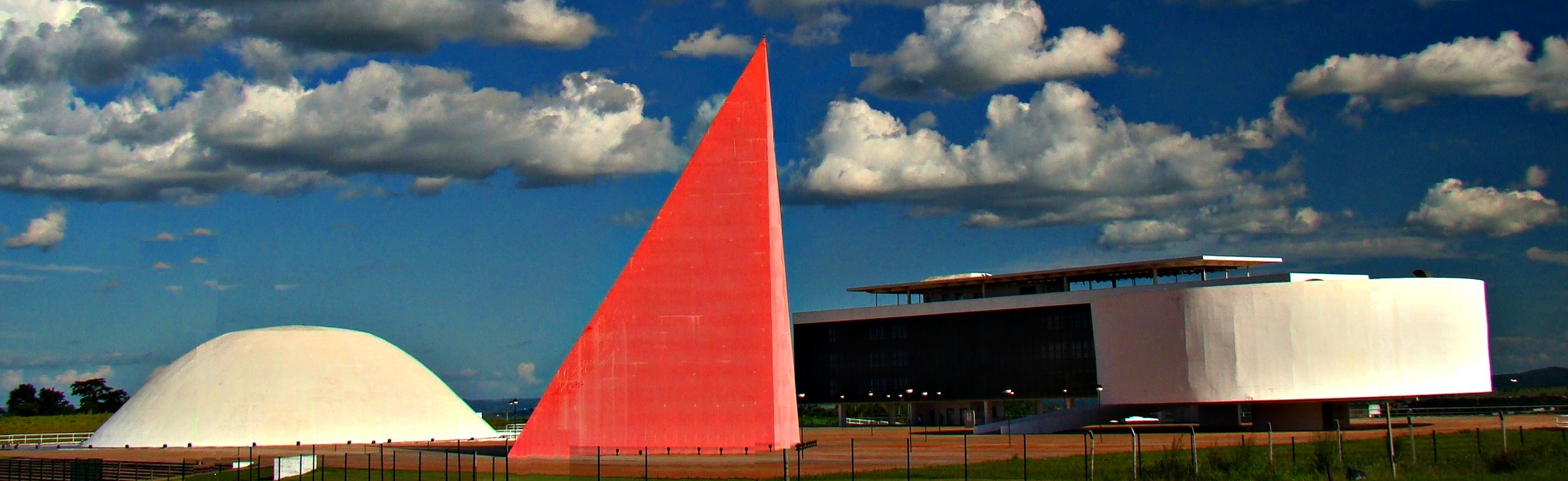
Centro Cultural Oscar Niemeyer

Goiânia possui vários museus, como o Museu de Arte Contemporânea, que exibe e estimula a arte contemporânea. Inaugurado em 1988, tem 500 obras expostas e promove, também, mostras temporárias e eventos locais. Em 1969, foi criado o Museu de Arte de Goiânia. Ele foi o primeiro museu público municipal de artes plásticas em toda a região centro-oeste e, atualmente, faz parte do Bosque dos Buritis. O Museu Pedro Ludovico Teixeira era o lar do interventor da cidade. Transformado em museu desde o ano de 1987, foi tombado pelo Patrimônio Histórico Estadual. Dentro do local, são encontrados documentos originais, vestimentas, entre outros objetos, além da biblioteca particular de Ludovico.
O município também possui esculturas ao ar livre que representam um pouco da história da cidade, como o Monumento às Três Raças, um dos principais cartões-postais de Goiânia. Ao projetá-la, a artista plástica Neusa Moraes simbolizou a miscigenação das três raças: branco, negro e índio. O Monumento à Paz Mundial, por sua vez, é uma ampulheta de cinco metros de altura com quinhentas toneladas, que abriga terras de vários países, construído por Siron Franco. Há, também, o Relógio da Avenida Goiás. Inaugurado no ano de 1942, tornou-se um dos primeiros pontos de referência da capital goiana. Além destes pontos, existem várias esculturas e monumentos de destaque em todo o município. Nos prédios espalhados pela cidade, principalmente no bairro Centro, o estilo art déco que inspirou arquitetos do chamado Velho Mundo também influenciou construtores de Goiânia. Os pontos na cidade em art déco são os únicos patrimônios tombados pelo Instituto do Patrimônio Histórico e Artístico Nacional no país em 2003. Em contrapartida, desde a década de 2010, a situação do patrimônio arquitetônico de construções antigas é alvo de críticas. Segundo especialistas, a região central de Goiânia, que concentra a maioria dos locais mais antigos do município, está em situação de abandono.

### Culinária

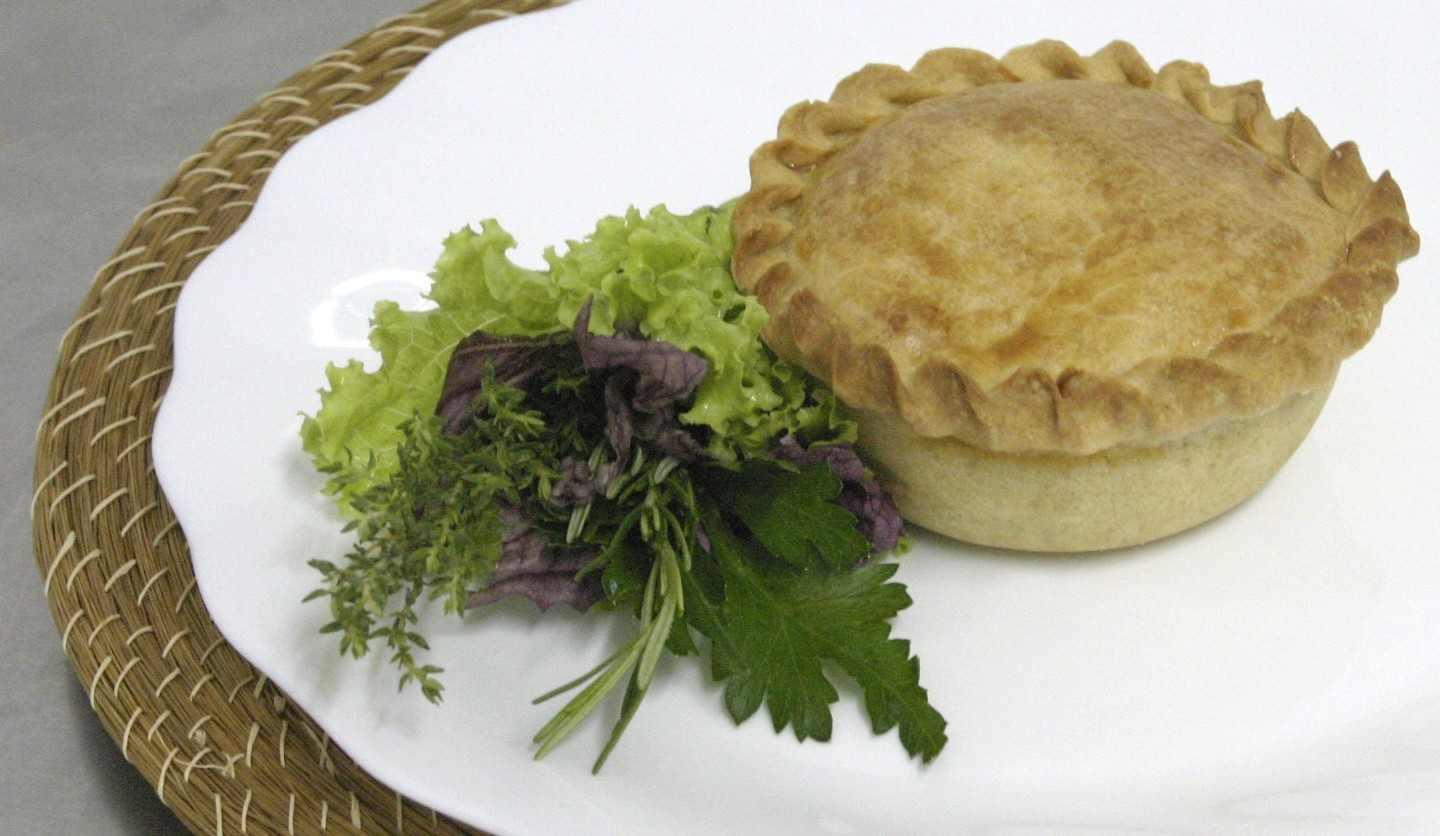
Empadão goiano, um dos mais apreciados pratos da culinária goiana

A culinária goianiense possui as mesmas características encontradas em seu estado. Possui forte ligação com as cozinhas mineira e baiana. O uso do pequi e o da guariroba são comuns no arroz. A pamonha, a galinhada e o empadão goiano são alguns dos pratos típicos da capital goiana. Os cafés da manhã são marcados com pão de queijo, cuscuz, biscoitos fritos, entre outros alimentos. Já o destaque das sobremesas está no uso de frutas, como a mangaba, jenipapo, jaca, caju e manga. Os doces são feitos predominantemente à base de leite.

### Feriados
Em Goiânia, há quatro feriados municipais, que são: a Sexta-Feira Santa, que ocorre sempre em março ou abril; o Corpus Christi, que sempre é realizado na quinta-feira seguinte ao domingo da Santíssima Trindade; o dia da padroeira de Goiânia, a Nossa Senhora Auxiliadora, comemorado em 24 de maio; e o aniversário da cidade, que ocorre no dia 24 de outubro.

### Esportes

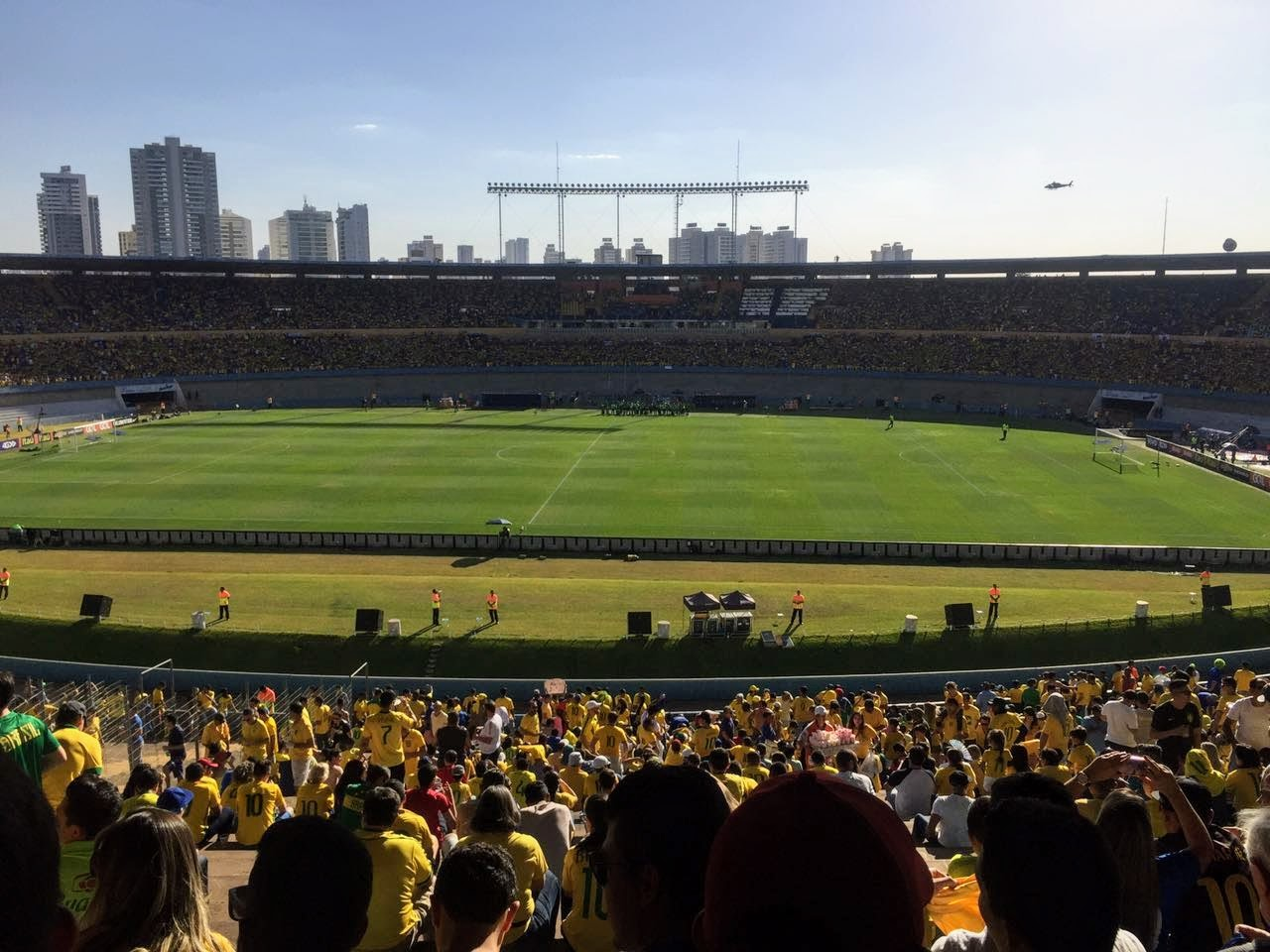
Estádio Serra Dourada, o principal estádio de Goiânia e do estado.

Goiânia é sede de três clubes de futebol de Goiás reconhecidos nacionalmente; são eles: o Atlético Goianiense, o Vila Nova Futebol Clube e Goiás Esporte Clube. Há também o Monte Cristo Esporte Clube e o Goiânia Esporte Clube. Além dos clubes, a capital goiana também conta vários estádios: o Estádio Serra Dourada, que já sediou jogos de notoriedade nacional, tendo capacidade de 50 049 lugares; o Estádio Onésio Brasileiro Alvarenga (OBA) com capacidade para 8 000 mil pessoas; o Antônio Accioly do Atlético, com capacidade para cinco a oito mil pessoas[carece de fontes?] e o Hailé Pinheiro do Goiás, contando com capacidade para 8 000 pessoas. Além destes também há o Estádio Olímpico Pedro Ludovico,[carece de fontes?] reinaugurado em 2016. Além dos estádios, o município conta com vários ginásios esportivos, como o Rio Vermelho, com uma capacidade para 4 500 pessoas e o Goiânia Arena, utilizado principalmente para shows e eventos. Apesar de não ter sido uma das cidades-sede da Copa do Mundo de 2014, Goiânia teria condições para receber um evento desportivo desse porte.
A capital goiana não sedia nenhuma prova terrestre ou maratona, mas às vezes eventos do tipo acontecem na cidade e são promovidos por associações ou pela própria prefeitura. Entretanto, o município ainda é sede de vários eventos desportivos de outras modalidades. O turfe, praticado principalmente no Hipódromo da Lagoinha, também conhecido como Jóquei Clube de Goiás, está em funcionamento desde 1960 e é o único de sua categoria em atividade no centro-oeste do Brasil. O time de voleibol da Associação Atlética Banco do Brasil foi o primeiro de Goiânia a disputar a Superliga Feminina de Vôlei, em 2008.
A cidade também possui um autódromo internacional denominado Ayrton Senna, cuja inauguração se deu no ano de 1974. A pista possui 3 835 metros de extensão e localiza-se no quarto quilômetro da rodovia estadual GO-020. O local recebe eventos automobilísticos, como a Stock Car, Fórmula Truck, Brasileiro de Marcas, GT3, Campeonato Centro-Oeste de Marcas e Pilotos, entre outros. Também recebe eventos de motociclismo e possui um kartódromo dentro do complexo. A cidade também conta com times de futebol americano, tendo como principal representante da modalidade o time Goiânia Rednecks.